# ミルモでポン!の登場人物一覧
ミルモでポン!の登場人物一覧（ミルモでポンのとうじょうじんぶついちらん）は、篠塚ひろむによる漫画『ミルモでポン!』および原作としたテレビアニメ『わがまま☆フェアリー ミルモでポン!』に登場する架空のキャラクターの一覧である。

## 特徴
ミルモたち妖精は、マグカップを通して妖精の世界から人間界にやってくる。自分のマグカップが割れると行き来できなくなる。それぞれの妖精ごとに、魔法をかけるときに使う楽器と好物のお菓子、頬の模様とがある。妖精のマグカップに人間が願いを込めながら指定された飲み物を注ぐと、妖精がマグカップから召喚され、自分を呼び出した人間とパートナーになることができる。全ての妖精は好物のお菓子に対する執着心が凄まじく、それを目の前にすると目的をそっちのけにしてしまう場合が多い。なお、普通の人間には妖精は見えないが、妖精を呼び出した人間はそれ以降は妖精を見ることができる。
本作の妖精は「普通に生きている人間には邂逅する機会も無い、特別な存在」として描かれており、妖精が見える楓達は「一般人より上位の存在で、特別な人間」として扱われている。妖精が見える人間達は、時には妖精が見える事でアクミやダアクなどの攻撃に晒され、危険な目に遭う事もある。特に楓は『ごおるでん』ではダアクのターゲットにされていた。「危険なリサイタル」回ではアクミが洗脳したペット妖精・ガチョーンが妖精を攻撃する音波を出したが、その音波は妖精が見える人間にも聞こえる為、楓達もダメージを受けていた。しかし、楓達は「危険な目に遭いたくないから、妖精が見えないほうが良い」とは一度も考えていない。
妖精と人間の関係は「友情」がテーマであり、ヤシチ（原作3巻で「理恵に初恋をした」というモノローグがある）や、パンタ（原作11巻では安純に恋をしたエピソードがある。ちなみにアニメでは安純がパートナーのはるかに危害を加える為、原作と異なりパンタは安純を敵視している）は人間の少女に恋をした為、妖精が人間に恋愛感情を抱く事はあるが、人間が妖精に恋愛感情を抱く事は無く、そういった人間は登場しない。
現在販売されている、原作完結後の新規絵のグッズは、原作・アニメ共通のメインキャラであるミルモ、リルム、ヤシチ、ムルモ、パピィの5匹と、アニメの6匹目のメインキャラであるパンタ、アニメから逆輸入されたサスケとハンゾー、ミルモのクラスメイト（ペータなど）が中心で、ムーン（原作の6匹目のメインキャラ）、サスケとハンゾー以外のアニメオリジナル妖精は現時点（2024年）では未登場である。
アニメでは妖精は花から生まれ、ガイア族がトプルの作った楽器を花の中で眠る妖精の赤ちゃんに届けている。妖精が死亡すると幽霊妖精になり、成仏後は死んだ妖精達は、妖精天国で幸せに暮らしている。
妖精の種類は、通常の妖精（アニメではミルモ族、グルミ族）、幽霊妖精（パンタ）、死神妖精（デッスー）、ガイア族の4種類が登場する。
基本的に一部の例外（アクミ、ヤマネ、アクアなど）を除き、妖精達の目にはハイライトが無いが、『ごおるでん』『わんだほう』『ちゃあみんぐ』のOPや、演出で稀に妖精達の目にハイライトが描かれるシーンがある。
本作の妖精は羽が生えておらずうちわを使って飛ぶが、アニメのパンタは幽霊である為、うちわを使わずに浮遊し（原作のパンタはうちわで飛ぶ。またアニメEDではパンタがうちわで飛ぶシーンがある為、うちわ自体は所持しているらしい）、アクミはうちわを所持しているものの、普段は使わず、絨毯で飛行している。なお、妖精と異なり、アニメで妖精化した人間達は背中に羽が生えていて、羽で飛行する。
妖精の名前は原則としてカタカナで3音だが、ハンゾー、デッスーは例外で4音の名前である（インチョは4文字だが、3音の名前である）。
妖精のパートナー以外に、原作では妖精が見える人間は、生まれつき魔力がある人間だけだが、アニメではダアクに操られている人間だけであり、原作のように生まれつき魔力がある人間は登場しない。基本的に妖精をマグカップから呼び出し、パートナー契約した人間だけが妖精を感知し、交流する事ができる。
「妖精は一家に1匹」という掟があり、複数の妖精が一人のパートナーの家に住む事は出来ず、その掟を破りパートナーの家に複数の妖精がいる状態でお菓子を食べると掟を破った罰として電撃を食らう（ムルモがパートナーが見つかるまでの間、楓の元に居候していた際にこの掟が発動され、ミルモが電撃を食らっているなど）。他、「妖精は複数の人間とはパートナーになれない」という掟もある（無印「サヨナラ安純」回より）。
メインキャラの妖精と人間のパートナーの性別は妖精の男の子と人間の女の子（ミルモと楓、ヤシチと安純、パンタとはるか〈アニメのみ〉、ムーンと良〈原作のみ〉）、妖精の女の子と人間の男の子（リルムと結木、パピィと住田）といった異性同士の組み合わせが多く、同性同士の組み合わせはムルモと松竹、アクミと沙織（アニメのみ）、ヤマネと桃（アニメのみ）と少数派である。
妖精達は産まれた頃から必ず帽子などを被っていてどんな事があっても脱ぐ事はないため（楓に帽子を脱ぐよう促されたミルモは非常に嫌がっており、これは他の妖精も同様である）、妖精が帽子を脱いだ姿は謎に包まれている。また、アニメ版で妖精化した人間達も帽子を被っている。原作ではミルモが妖精化した楓に帽子を被るよう促した事はある。
妖精の頬の模様はチャームポイントであり、個人を識別する重要なものである。その為、ネズミはラットに扮する際、覆面で頬の模様を隠していた。頬の模様は親子や兄弟（ミルモとムルモ）といった家族（血縁）で遺伝する事が多いが、異性の場合は遺伝しない事がある（ネズミとヤマネは兄妹だが、頬の模様は異なる）。
楓達人間はミルモの魔法で妖精化することができる。アニメでは頭身が下がり服装もファンタジー風に変化する。この姿にならないと人間は妖精界に行き来する事ができない。背中に羽が生えていて空を飛ぶことができる（これは他の妖精化した人間キャラクターも共通）。この姿になれるのは24時間だけである（例外として、自分の楽器とマグカップを持つ人間には時間制限は無いが、その代わり、パートナー妖精も付き添いで毎週土曜日に妖精学校に通わなければいけない掟がある。その為、楓は1期では一時的に妖精学校に通っていたが、マイクを失ってからは卒業することになった）。本来は魔法で人間を妖精にすること、人間を妖精界に連れてくることは固く禁じられているが、緊急時や特別な儀礼の場合は、王族のみ使用することが許されている（魔法を使用できるのはマルモ国王とミルモのみ）。ゲームシリーズではパートナーの魔法で変身。制服姿のままで平時でも行き来している。
妖精の持つ楽器の力が妖精界と人間界の二つの世界を繋ぐ道を作るので、人間でも自分の楽器（楓の場合はマイク）を所持していれば、妖精界に行く事が出来る（例外としてミルモやムルモは楽器が無い状態で妖精界に行けていたので、妖精自体に妖精界へ行ける能力がある様子。また、タコスは妖精ではなく楽器も持っていないが、妖精界へ行けている）。
ゲーム版では妖精のパートナーである楓達と沙織以外の人間は登場せず、登場人物は基本的に妖精である。
本作は「妖精と人間のパートナー同士の絆」「楓と結木の恋愛」をテーマにしていて、アニメ版では『ちゃあみんぐ』を除き恋愛色は極力薄くし、恋愛よりも「妖精と人間のパートナー同士の絆」を重視し、妖精と人間の異種族間交流が主題である。
本作は根っからの悪でなければ敵にも救いのある世界観（特にマスコットである妖精）で、2期でミルモ達と敵対していたアクミとワルモ団はダアクが倒されたことで洗脳が解け、アクミは沙織のパートナーになって悪事から完全に足を洗い、ワルモ団は悪事は働くものの、イタズラ程度になった。ラット（ネズミ）や、イカスも最終話では報われている。
本作の「妖精」は性善説であり、善の存在である（ダアクに洗脳されていた時のアクミとワルモ団は除く）。妖精達が暮らす妖精界は人間達の善の心から出来ており、妖精は人間達の善の心を呼び起こす存在である。その為、妖精は洗脳されている時を除き悪の心を持たず、一時的に持ったとしても弱いので、イタズラ好きな程度である（ヤシチ達、ムルモ、ダアクの洗脳から解放された後のアクミ、ワルモ団など）。
アニメでは洗脳時のアクミとワルモ団を除き、パートナーがいない妖精でも基本的に人間に理解があり、好意的に接していて、本作では「本当に人間嫌いな妖精」は登場しない。
※声優はアニメ版・ドラマCD版のもの。

## 原作とアニメ版の主な相違点
- 原作の6組目のパートナーは原作はムーンと真田良（10巻から登場）だが、アニメではパンタと森下はるかに変更されている。

- ちゃあみんぐの6組のパートナーはほとんどが原作パートナーだが、パンタとはるかのみ原作ではパートナーではない。

- はるかは原作では妖精が見えない一般人である。

- はるかは原作では松竹の策略で2年の時に楓達の学校に転校して来たが、アニメでは彼女の転校に松竹は関わっておらず、3年の時に親の仕事の都合で楓達の学校に転校して来た。原作では引っ越していないが、アニメでは引っ越している。

- はるかはアニメでは「漫画家になるのが夢」だが、原作ではその表現が登場した事は無い。

- はるかは原作では結木に恋心は持っておらず友人関係だが、アニメでは恋愛感情を抱いている。
- はるかは原作ではしっかり者で心優しい性格だが、アニメでは性格改変が行われている為、楓を警戒したり、刺々しく嫉妬深い性格になっている。
- はるかは原作では松竹の策略で転校して来た事もあり、松竹と絡む事が多く原作最終回で松竹の教育係になっていたが、アニメでは転校の経緯が変更されている為、はるかと松竹の絡みや接点はヒヨコウォーズ回以外カットされている。
- パンタは原作11巻では安純に恋をしたエピソードがあるが、アニメではパートナーのはるかを攻撃するヤシチと安純に敵意を抱いている。
- パンタは原作では番外編にのみ登場する妖精だが（最終回にも1コマだけ登場した）、アニメではパートナーがいて6匹目のメイン妖精のポジションになっている。
- 原作1話（読み切り）ではミルモが結木に魔法をかけて結木の心を操り、楓と結木を両思いにしたが、恋のライバルである安純の努力を知った楓は自分が卑怯な事をしている事に気付き、ミルモに魔法を解いてもらい、自分の力で積極的になれるように努力を始めるという展開だが、アニメでは、ミルモが魔法で楓と結木を両思いにする展開はまるごとオミットされており、ミルモの叱責を受けて反省した楓が自分の力で結木を振り向かせる為に、積極的になれるように努力するという展開に変更されている。楓が積極的になれるように努力を始めた理由は原作では「安純も努力した上で結木にアタックしていたのに、自分は魔法に頼るという卑怯な事をしていたと気付いたから」だが、アニメでは「ミルモの叱責を受けて、反省して自分で頑張る事を決めたから」に変更されている。その為、楓が安純の努力を知るシーンはアニメでは描かれていない。
- 原作では妖精が妖精界からやって来る際、突然マグカップが現れるが、アニメでは妖精がパートナーに選んだ人間の前にミモモショップが出現し、催眠状態になりマグカップを購入する流れになっている。既に妖精と暮らしている人間には、人間ミモモが神出鬼没に現れマグカップを配達する。
- 安純が住田を利用して楓のファーストキスを奪った事件は、原作5巻では時期は2年の冬の為スケートリンクが舞台だが、アニメでは3年の春である為、ボウリング場に変更されている。
- 本作は「妖精達に助けられながら、好きな男の子と両思いになる為に頑張る女の子の話」であり、原作では妖精はあくまでマスコット兼恋のキューピッドというポジションで大きな力は持たず、楓と結木の恋を主軸にしたラブコメだが、アニメでは『ちゃあみんぐ』を除き恋愛色を極力薄くし、妖精は原作よりも重要なポジションに置かれている。
- 妖精を数える単位は原作では「○匹（たまに『○人』」だが、アニメでは「○人」で統一されている。
- ミルモは原作ではヤシチを基本的に相手にしていないが、アニメでは純粋なライバル関係を築いている（特にヤシチがワルモ団離反後はその傾向が強い）。
- 原作では妖精がお菓子以外に、人間の食べ物を口にする描写があるが（8巻でミルモとムルモが銀河のお弁当を食べている）、アニメでは妖精がお菓子以外の食べ物を口にする描写は基本的に無い。わんだほう105話Pマンだ〜いスキ♥では楓が作ったピーマンおにぎりを試食していた。
- 妖精のパートナー以外に妖精が見える人間は、原作では生まれつき魔力がある人間（星野銀河）だが、アニメではダアクの支配下に置かれている人間（江口沙織）、赤ちゃんである。他は人間ではないが、動物、ロボット、宇宙人などの「人間以外の種族」は妖精を見る事が出来る。アニメの番外編では悦美や平井など「一般人にも妖精が見える世界」を描く事がある。

- アニメオリジナルキャラは基本的に原作には登場しないが、サスケとハンゾーは作者が気に入った為逆輸入され、原作にも準レギュラーとして度々登場する（他、最終回でガイア族がミルモとリルムの結婚式に呼ばれている）。

- 主なアニメオリジナルキャラはサスケとハンゾー、アクミと沙織、ヤマネと桃、ネズミ（ラット）、ガイア族、ワルモ団、ミモモ、クモモ、タコス、イカス、妖精学校の先生達、各話ゲストキャラなどである。

- 住田とはるかは原作では面識が無いが、アニメでは面識があり妖精が見える者同士である。

- 松竹は原作では恋のライバルである男子の結木や住田を「結木」「住田」と呼び捨てにするが（本人の前では「結木くん」「住田くん」と呼ぶ）、アニメでは呼び方は「結木くん」「住田くん」で統一されている。

- 原作では人間を妖精化させる魔法は「魔法アイテムの『妖精にな～る』さえあれば誰でも使える魔法」という扱いだが（ムルモが楓を妖精化させる為に、魔法を使っている。アニメではムルモは妖精化させる魔法はまだ習っていないと26話で本人が公言している）、アニメでは王族の限定された妖精しか使えない特別な魔法であり、神格化された扱いである（マルモ国王とミルモしか使えない）。

- アニメでは人間を妖精化させたり、妖精界に連れて行く事に厳しい制約があり、掟で固く禁じられていて、緊急時と冠婚葬祭、潮干狩りの時のみ許されている。尚、原作では人間は特別な時のみ妖精界に行く事が許されており、ミルモとリルムの結婚式に楓達が妖精界に来ていた。
- アニメでは楓はマイクを手に入れる為に妖精化して妖精界に行き、その後自分のマグカップを手に入れた事で一時的に妖精学校に通っていたが、これはアニメオリジナル設定、ストーリーであり、原作では基本的に人間が妖精界に行ける事は無い（原作で楓達が妖精界に来ていたのはミルモとリルムの結婚式に呼ばれていたからで、特例扱いである）。
- 原作ではメインキャラであるミルモ達4匹（後に6匹）の妖精はミルモとムルモが妖精の里の王子で、リルムが王族の妖精であるミルモの婚約者（後に王妃）という事以外は「特別な妖精の集団」という言及は無いが、アニメでは『わんだほう』まではミルモ、リルム、ヤシチ、ムルモの4匹の妖精を「妖精界を何度も救った英雄」「ガイア族に選ばれた妖精」「楽器が新調され、セッション魔法が使える4匹の妖精」「悪に逆らう4つの力」など明確に「特別な妖精の集団」として扱い、神格化している。『ちゃあみんぐ』では一般妖精であるパピィとパンタがメインキャラに加わった為、ミルモ達4匹が特別な妖精の集団である設定は描写されていない。
- 原作では楓、結木、安純、松竹の4人は友人では無く、アニメと異なり4人で行動したり、危機を乗り越える事は無い。アニメでは自分の得になるように邪魔をしたり、作戦を練ったりする関係で、登下校もよく一緒になるけれど、楓と安純が結木の取り合いになる中、相手にされなくても楓と一緒にいようと彼女にまとわりつく松竹という構図になっているだけで恋の四角関係であり、友好関係ではない（安純と松竹はそれぞれの恋の協力関係ではある）。その為、戦友意識や仲間意識はほぼ無いが、楓と安純の同じ人を好きになった女の子同士の恋のライバルとしての絆は存在する。

- パンタの一人称と語尾は原作では「おい」「～だす」だが、アニメでは「ボクたん」「～ですっち」に変更されている。

- 原作では人間が妖精化するとミルモのような二頭身になるが、アニメでは体が妖精サイズになり、頭身が下がり羽が生え、ファンタジー風の衣装になる。アニメでは人間はこの姿にならないと、妖精界に出入り出来ない（原作最終巻ではミルモとリルムの結婚式の際、楓達がちびっこパウダーを使って小さくなり、妖精化せずに妖精界に来ていた）。

- 楓は原作では「主人公・ミルモのパートナー」という事以外はごく普通の女の子だが、アニメでは「普通の人間より願う力が強い」「ダアクの攻撃を無効化」「妖精界の危機を何度も救って来た」「妖精界の掟を変えた」など、非凡な面を見せている。

- 原作最終巻ではミルモとリルムは結婚して夫婦になっているが、アニメでは婚約者のままである（ミルモがリルムにくっつかれて赤面する描写がある為、アニメでも両思いである模様）。

- 原作では楓と結木が両思いになった後も話が続き、二人が結ばれた後良が原因で別れ、その後よりを戻す展開になっているが、アニメでは楓と結木が両思いになって完結する展開に変更されている。
- 原作ではミルモがダアクを撃破後、9巻で妖精界に帰り楓と一時的に別れたが、楓は妖精が見えるままだったので、一度妖精のパートナーになった人間は永続的に妖精が見える能力を持つようになっている。しかしアニメでは『ちゃあみんぐ』の「楓の願い、ミルモの想い」回で「パートナーの願いが叶うと、妖精と人間はパートナー契約を解消して別れなければならない。修行を終えた妖精は二度と人間界に来られなくなり、妖精のパートナーで無くなった人間は妖精が二度と見えなくなり、妖精に関する記憶も徐々に失っていく」という掟がある。現在は『ちゃあみんぐ』の最終回で楓の努力によりこの掟は消滅しており、パートナーの願いが叶っても妖精と人間のパートナー関係は解消されず、ずっと一緒にいられるようになった。

- 原作は少女漫画なので恋愛色濃厚な内容だが、アニメは子供向けの為『ちゃあみんぐ』を除き恋愛色を極力薄くし、恋愛よりも「妖精と人間のパートナー同士の絆」が重要味を帯びている。アニメや幼児向け雑誌、『どきどきメモリアルぱにっく』を除くゲーム版などは、楓達人間の描写よりも、ミルモ達妖精の描写に力をいれ、「妖精達が人間界で暮らす楽しい日常」「妖精達の楽しい世界」を主軸にしている。

- 原作初期の頃にアニメ化された為、アニメオリジナルのキャラや設定が非常に多く、原作後期に登場したキャラはアニメ未登場である（真田良、星野銀河、ヤシチの師匠、アルモなど）。

- パピィは原作とアニメでムルモと住田以外の相手への呼び方が異なり、原作ではさん付けだが、アニメではたん付けで呼ぶ。
- アニメではヤシチはミルモとリルムのクラスメイト、サスケとハンゾーはムルモのクラスメイトだが、原作ではヤシチ達が妖精学校に通っているか定かではない（原作ではクラスメイトと言及された事は無い）。

- ヤシチは原作では最後までダアクの手下だったが、アニメでは「無印」65話でダアクやワルモ団と決別している。
- ヤシチの上司は原作とアニメで異なっており、原作では一人で「師匠」と呼ばれる大人の妖精忍者だが、アニメではアニメオリジナルキャラのワルモ団である。

- ヤシチはアニメでは2年目序盤までは、ダアクの他ワルモ団との繋がりもあり、「メインキャラでありながら、敵の内通者」という複雑なポジションだったが、2年目では「ミルモ達メインキャラとダアクの戦い」が主題になる為、今のままのポジションだと子供にヤシチが完全な悪者だと思われてしまうのと、子供向けなので善悪を分かりやすくする為、「無印」65話でヤシチとワルモ団を決別させ、それ以降はヤシチは「善の存在であり、ミルモの純粋なライバル」というポジションに変更された。

- 原作では妖精は「良い妖精もいれば、悪い妖精もいる」という扱いだが、アニメでは妖精は本作のマスコットであり性善説の生き物で、ダアクが「人間の善の心から生まれた善の存在で、人間の善の心を呼び起こす力を持つ」と公言している。アクミやワルモ団は洗脳が原因で悪に染まってしまったが本来は彼らも善の存在であり、「妖精は人間の友達で、悪い妖精はおらず、妖精を完全な悪者や敵にしない」事をメッセージにしている。

- ヤシチは原作ではリルムを誘拐して手裏剣で彼女の頬を傷つけたり、ダアクの命令で住田を洗脳しミルモを抹殺させようとするなど、悪質かつ酷い悪事をしていたが、アニメではあまりに酷い悪事はカットされるか別の展開に差し替えられ、特にヤシチ達がダアクの命令で行った悪事はアニメではほぼカットされている（原作6巻のコロッとスプレーの件は、原作のポジションがサスケがラット、住田が楓に変更されており、アニメではこの話にサスケとハンゾーは未登場な為、この件にサスケ達は関わっていない設定に変更されている）。
- ヤシチは原作では、ミルモとの戦いに無関係な妖精や人間（リルムや住田など）を傷付けたり、巻き込む事に疑問を抱く描写は無かったが、アニメでは安純との絆を深めてからは人間に理解を寄せるようになり、「無印」65話ではアクミに攻撃された松竹を気にかけていて、無関係な妖精や人間を傷付けるワルモ団やダアクのやり方に疑問を抱き、終盤でアクミが安純を攻撃した事で、安純を守る為にワルモ団と決別した。それ以来ミルモや、安純の恋に無関係な存在を攻撃する事はしなくなった。
- ムルモは原作ではマシュマロに釣られて、楓と結木の心を操る魔法を使ってしまった事があるが、アニメではオミットされ、魔法を使ったのはムルモでは無くオトメの仕業であり、その件にムルモは関わっていない設定に変更されている（「オトチョコでラブパニ?」回より）。
- ヤシチは原作ではムルモと接点が無く、会話シーンも無い。
- 原作では安純の弟は名前が不明であり、それぞれ2コマ、1コマしか登場しないが、アニメでは「日高瑞希」という名前が与えられ、頻繁に登場する。
- ムルモは松竹のパートナー妖精だが、原作では松竹との関係がビジネスライクなのもあるが、ムルモは個人としては楓が大好きで、楓を応援したいと思っているが、パートナーである松竹が楓が好きで、楓と結木の関係を破綻させ、自身が楓がくっ付く事を望んでいる為、パートナーからは本意ではない協力を求められている複雑な立場に置かれている。アニメでは楓が好きだが、それとは別に楓と松竹がくっつく事を望んでおり、自分から応援をするなど割り切っているが、原作ではマシュマロに釣られた時を除き、アニメと異なり自分から進んで松竹の恋に協力したり、松竹に楓へのアピールをけしかける描写は無い。原作のムルモは「楓と松竹がくっ付いて欲しい」とは思っておらず、「楓の恋を応援したい」と思っていて、楓と結木の恋を見守っている。
- 松竹は原作ではミルモの名前を呼んだりミルモと会話した事が無いが、アニメではミルモと絡みがある。
- ムルモは原作ではサスケとハンゾーをしゃん付けで呼んでいるが、アニメではクラスメイトの為、くん付けで呼んでいる。
- 楓は原作ではサスケとハンゾーを呼び捨てにしているが、アニメではくん付けで呼んでいる。

- サスケとハンゾーは原作では楓を命の恩人として慕っているが、アニメでは嫌ってはいないものの慕ってはおらず、楓がアクミに攻撃されそうになった時に見捨てようとした事がある。

- 安純は原作初期は楓の完全な敵であり、リルム誘拐に加担したり、楓や結木の心を操ったり、平気で卑怯な手を使っていたが、5巻で楓のファーストキスを奪った事件以降は悪事の悪質さは抑えられている。アニメでは「卑怯な手も使うが、憎めないライバル」として描かれている為、原作でしたあまりに酷い悪事はカットされ、リルム誘拐や結木の心を操った件はアニメではオミットされている。原作で安純のペンが原因で結木が安純を好きになってしまった件は、元々ヤシチに渡す予定であるオトメの魔法がかかったチョコを結木が間違えて食べてしまい、安純を好きになってしまう内容に変更されている。

- ムルモは原作では「美味しい最高級マシュマロと豪華な住処を提供してくれるから、居付いているだけ」という側面が強く松竹との関係は希薄だが、アニメでは仲が良く、強い絆がある。

- 原作では妖精の出生方法は不明だが、アニメでは親指姫のように花から生まれる設定になっている。

- 住田は原作ではダアク編の最中に登場した為、ダアクに二度ターゲットにされたが、アニメでは彼はダアク消滅後に登場した為、ダアクとの関わりは全てオミットされている。また、パピィと住田がパートナーになった時期は原作では2年の冬だが、アニメでは3年の春である。

- 住田は原作では楓とは違うクラスだが、アニメでは3年時にクラスメイトになっている。なお、3年時は原作では楓と安純と松竹はクラスメイトで、結木だけ違うクラスだが（住田とはるかのクラスは不明）、アニメでは3年時は楓と住田、結木とはるか、安純と松竹はそれぞれクラスメイトであり、メインキャラ6人が二人ずつ3クラスに分かれている。
- 住田が自分の気持ちに踏ん切りを付ける為に、結木と勝負した校内競技は原作ではマラソン大会だが、アニメでは水泳大会に変更されている。
- ダアクは原作では悪の妖精であり、失恋が原因で里を滅ぼそうとしたはた迷惑な動機だったが、アニメでは人間の負の感情から生まれた悪魔であり、「人間に幸福を与える、妖精と妖精界の消滅」という悪役らしい目的を持っていた。原作ではダアクは無力化しつつも生存しているが、アニメでは消滅している。
- ダアクの部下の妖精と利用されている人間は、原作ではヤシチの師匠とヤシチ達、星野銀河だが、アニメではアクミ、ワルモ団、ヤシチ達（当初）、江口沙織だった。アニメではダアク消滅後はダアクの呪縛が解け、現在はアクミとワルモ団、沙織はダアクとの繋がりは失われている。

## メインキャラクター
「無印」『ごおるでん』『わんだほう』は4組、『ちゃあみんぐ』は6組の妖精と人間のパートナーがメインキャラクターである。アニメでは妖精側はミルモ（婚約者、ライバル、弟、弟を好きな女の子、弟分）、人間側は楓（好きな人、ライバル、好かれている人×2、好きな人の幼馴染）を中心にしたグループになっている。
ミルモと楓、リルムと結木、ヤシチと安純、ムルモと松竹、パピィと住田の5組は原作・アニメ版共通のパートナーだが、6組目のパンタとはるかは原作ではパートナーではなく、パートナー関係はアニメオリジナルである（原作での6組目のムーンと良に相当する）。
ミルモ、リルム、ヤシチ、ムルモは『わんだほう』までのアニメでは「ガイア族に選ばれた4匹の妖精」「悪に逆らう4つの力」「楽器が新調され、セッション魔法が使える4匹の妖精」「何度も妖精界を救った英雄（楓も含む）」など明確に特別な妖精の集団として扱い、神格化している（『ちゃあみんぐ』からは一般妖精であるパピィとパンタがメインキャラに追加された為、この設定には触れなくなった）。
『ちゃあみんぐ』以外のアニメシリーズ、ゲーム版（『どきどきメモリアルぱにっく』除く）、幼児向け雑誌では人間よりも妖精の描写を中心にしている。
2023年6月14日～18日に行われた本作の舞台化では、「ミルモ達妖精オンリーのオリジナルストーリーで、妖精界での物語を描く」と公言しており、人間キャラは登場しない。尚、舞台化の妖精達は全員女性キャスト(≒JOY）である。
舞台化の登場妖精はミルモ、リルム、ヤシチ、ムルモ、パピィ、サスケとハンゾー、ペータ、ビケー、マンボ、ガビン、ムーンの12匹（≒JOYの人数）である。

### 主人公
ミルモ
声 - 小桜エツ子
演₋ 天野香乃愛
妖精側の本作の主人公。恋の妖精。楓のパートナーでミルモの里の第一王子。楽器はマラカス。頬の模様はピンクの楕円。身長は10cm。
好物はチョコレートで、特に「くもっちょ」というチョコ味の綿飴菓子もよく食べる。
必殺技はケツアタック。
普通にニコッと笑わないのが特徴で、原作では笑う時は独特の表情になる（アニメでは稀に普通に笑う）。
家族構成は両親・弟の4人家族。一人称は「オレ（コロっとスプレー使用時はボク）」。相手の事は妖精なら基本的に呼び捨てであり、人間はパートナーの楓と安純（原作後期、アニメ）、沙織を除き、名字で呼び捨てにしている（原作のはるかは一般人のため、フルネームで呼び捨て）。人間に対して理解があり、なぜか妖精が見える沙織を気にかけ、彼女を最初に名前で呼ぶようになった。
楓が魔法に頼る事を良しとしない考えを持っており、結木へのアタックや宿題など肝心な事は楓にさせており、2話で結木の怒りを鎮めるダンスを踊ったり、楓と結木を魔法で隣の席にしたり、魔法はあくまで楓の頑張りの上でサポートの為に使うスタンスを取っている（チョコで簡単に釣れ、楓にはその性格を見抜かれている）。
楓、リルム、ヤシチ、ムルモ、パピィ、パンタ、沙織、安純は名前で呼び捨てにし、結木、松竹、住田は名字で呼び捨てにし、はるかは「森下はるか（原作）」、「森下」「はるか（一度だけ）」と呼ぶ。
楓とヤシチからは呼び捨て、リルムからは「ミルモ様」、ムルモからは「お兄たま」、パピィからは「ミルモさん（アニメではミルモたん）」、パンタからは「ミルモお兄ちゃん」と呼ばれている。人間達からは「ミルモ」と呼び捨てにされる事が多い。
魔法の時の掛け声は「ミル・ミル・ミルモでポン!」。アニメで発動時に流れる色は黄色。楓が使用するマイクでの魔法発動時には明るい虹色になる。おはスタでは「ミル・ミル」の所で「ポン」の効果音が入っていた。マグカップの色は青（読みきりではピンク）で、注ぐ飲み物はココア。
性格はかなり短気でわがままでへそ曲がりでドジ。楓と結木を両想いにさせるために楓に呼ばれた。次期国王という立場ではあるものの、特に興味はないようで、婚約者のリルムに対しても「婚約も勝手に決められたことで自分は認めていない」と主張している。しかしその反面、面倒見もよく、涙もろく、相手を気遣うなどの情深い面も見られ、リルムの事も気にかけていた。
原作では妖精の頬（特に女性）を傷付ける事をタブーにしており（ヤシチ除く）、2巻でヤシチがリルムの頬を傷付けた事に激怒していた。原作ではミルモがリルムやムルモなどの女性や幼い妖精の頬を傷付ける描写は無い（ムルモへのお仕置きもお尻叩きである）。
何度か女装してミルモおばさんの魔法材料製作を行ったり、ヤシチにミルモ乙女3姉妹バレーAクイックを食らわせたりもした。
女好きな節があり、安純、はるか、沙織を初対面で「美人」と評している。
原作終盤では失敗続きで楓の幸せ度が下がってしまったために、王様になる資格を取り消されそうになり、自分がいなければ楓は不幸にならないはずだと考えに至り、「消えてしまいたい」と願ったため、裏の世界に入り込んでしまうが、楓たちからの手紙によって復活。無事に妖精国王審査会によって王様になる資格を認められ、同時にリルムとの結婚が決まった。一時は断ろうとしたものの、リルムの純粋な涙から彼女の想いを受け入れ、プロポーズする。しかしその後、リルムとの結婚生活への大きな不安から重度のマリッジブルーに陥り、結婚式当日までひどい落ち込み様だったが、リルムの花嫁姿と彼女の心から喜ぶ笑顔を見て、ようやく笑顔を見せて国王となった。
アニメ『ちゃあみんぐ』終盤では、楓にさよならを伝えようと向かう途中でワルモ団に捕まるが、楓にさよならを伝えたいと同情させて油断した隙をつき、「ケツアタック」でどうにかその場を振り切るものの間に合わず、妖精の掟を破った罰としてウサギに変身してしまうが、楓の努力によって復活を果たす。
幽霊が大の苦手だが、幽霊のパンタには兄のように慕われている。
読みきりおよびアニメの第一話では、楓がブランコを勢いよくこぎすぎたせいで飛ばされ噴水に落ちて死にかけたり、チョコレートと間違ったせいで激辛の固形カレー粉を食べさせられたこともある。
アニメや漫画の動作から、両利きと言われるが、アニメではほとんど右利き。
当初は楓が学校に行っている間は楓と別行動を取っていたが、安純やダアクからの楓の護衛という事もあり、中盤から楓と一緒に学校に付いて来る事が多くなった。
『わんもあ』では里に帰り、王様見習いになっている。
南 楓（みなみ かえで）
声 - 中原麻衣
本作の人間側の主人公兼ヒロイン（原作では彼女が「主人公」と作者が公言しており、アニメではクレジットはミルモの次である二番目である）。髪は金髪のツインテール。ミルモのパートナー。家族は両親との3人家族。一人称は「わたし」もしくは「あたし」。本作は彼女の視点で描かれている。
結木に片想いをしており、恋を叶えるためにミルモを召喚した。読みきり時は中学1年生、連載開始時は中学2年生。少々ドジだが一途で優しく、明るい性格。好物はクリームシチューで、嫌いな食べ物はカリフラワー。9月20日生まれ。マグカップとフェアリーコール、妖精化のドレス、セッション魔法の色はピンク。
自分の恋の他、人の恋の話に興味を示したり、何度か手伝ったこともある。
楓は素直で純粋な性格の為、基本的に相手の事は名前で呼び、ミルモは「ミルモ」以外の呼び方では呼ばず（アニメの無印4話で一度だけ、楓がミルモを「あんた」と呼ぶシーンがある）、恋のライバルの安純に対しても、「日高さん」と呼んでいる。しかし、例外的に楓が妖精の完全な敵とみなしたダアク（非妖精）は「あいつ」「悪いヤツ」など、楓が本来は他者に対して絶対に使わない呼び方を使っている。
憧れの人である結木を巡って安純から度々ケンカを売られ、頻繁に襲撃を受けているが、後半では慣れたのか何度かかわした事もある。結構ストーカーなところがあり、普段は温厚だがミルモや安純と喧嘩する内、少し喧嘩っ早くなっており、怒らせると怖い。素直で純粋な性格（特にアニメ版）だが、原作では腹黒い面もあり、結木につれなくされた安純を「良い気味!」と指を指して嘲笑う描写もあった（原作1巻2話参照）。
何度か魔法によって妖精姿になっている。漫画ではミルモたちと同じく2頭身だが、アニメでは4頭身ほど。アニメではガイア族から授かった魔法のマイクを持っており、後にワルモ団に捕らわれたミルモたちを助ける為に魔法に頼らないで妖精になる方法として、マイクを妖精の楽器としたマグカップを手に入れた為に週一回のペースで妖精学校にも通っていた時期もある。時が止まった妖精界を救おうと時の宝玉を手に入れる為に大昔の妖精界に行った時の件で、マイクを失うと同時に妖精学校を卒業したが、かつて妖精界を救った女神として里に彼女の銅像が建っている。
妖精達の事はパートナーのミルモとヤシチは呼び捨てだが、基本的に男の子の妖精は「くん」付けで、幼い男の子と女の子の妖精は「ちゃん」づけで呼び、妖精に理解を示し優しく接している。その為、妖精達は（ヤシチを含め）楓を慕っている。特にアニメ版ではヤシチに対して困る事はあるが、ヤシチに理解がある為、当初から「ミルモのライバルではあるが、ワルモ団とは異なる、良い妖精」として捉え、ヤシチに敵意を抱いたり、本気で怒る事は無かった。「無印」第26話でミルモ達がワルモ団に捕まった時は結木の提案もあってヤシチに助けを求めたり、その他にも安純と喧嘩して家出したヤシチを家に泊めてあげたり、溺れたヤシチをマイクの力で助けてあげたことがある。
しかし原作4巻では、楓が妖精毒を飲んで死にかけて霊界に行った際、両親やミルモ、リルム、ムルモ、結木を大切な存在として思い浮かべたが、ヤシチと安純、松竹は思い浮かべなかったので、ヤシチと安純、松竹は原作の楓にとって大切な存在ではない模様。
ミルモは呼び捨て、リルムは「リルムちゃん」、ヤシチは呼び捨て（原作では1回だけ『ヤシチくん』と呼んだ事もある）、ムルモは「ムルモちゃん」、パピィは「パピィちゃん」、パンタは「パンタくん（原作初期）」「パンタちゃん（原作後期、アニメ）」と呼び、
ミルモからは呼び捨て、リルムからは「楓様」、ヤシチからは「南楓」、ムルモからは「楓しゃん」、パピィからは「楓さん（アニメでは楓たん）」、パンタからは「楓お姉ちゃん」と呼ばれている。
結木は「結木くん」、安純は「日高さん」、松竹は「松竹くん」、住田は「住田くん」、はるかは「森下さん」、沙織は「江口さん（当初）」「沙織（ダアク封印後）」と呼ぶ。妖精のパートナーの人間達からは「南（結木のみ）」「南さん（楓の前の安純、松竹、住田、はるか）」「南楓（楓がいない時の安純のみ）」など、名字で呼ばれている。
敵側の妖精に対しては、ダアクの手下だった頃のワルモ団の事は「ミルモの完全な敵」と捉え、当初（無印、『ごおるでん』）は敵視・警戒していたが、ダアクが消滅してからは「ただの厄介な妖精」と捉えるようになったのか、敵視する描写は無くなった。アクミの事は呼び捨てにせず、「アクミちゃん」と呼んで彼女のことを気にかけており、作中で楓がアクミに敵意を抱くことは無かった（ゲーム版『8人の時の妖精』では終盤、喧嘩するシーンがあった）。
ダアク（非妖精）に対しては「沙織を操り妖精と妖精界を消そうとする、妖精の完全な敵」として捉え、完全に敵視している。ダアク消滅後も『わんだほう』『ちゃあみんぐ』でタコスやはるかにダアクの事を説明する際、「妖精界と人間界を滅ぼそうとした悪いヤツ」と説明していて、現在もダアクを「ただの悪い奴」と認識している。
サスケとハンゾーの事は原作では呼び捨てだが、アニメでは「サスケくん」「ハンゾーくん」と呼んでいる。
人間の事は、基本的に男の子は名字にくん付けで、女の子は名字にさん付けで呼ぶが、悦美や沙織など恋愛が絡まず、純粋な友情がある女の子は名前で呼び捨てにしている（沙織は、沙織自身の希望によるもの）。
中高一貫校に通っているが、成績は悪く、このままでは内部進学はできないと言われ、紆余曲折の末追試に合格して何とか同級生たちと内部進学することができた。
原作では結木と一度別れたが、本音に気づきよりを戻す。アニメでは結木がはるかと別れた後、結木から告白されて付き合い始める。
結木への恋心は非常に深く純粋で、魔法にかかった時以外は他の男子に揺らぐ事は無かった。
アニメでは一応F.D.Cの女子メンバー。
ゲーム版では初代『黄金マラカスの伝説』ではミルモと楓がダブル主人公であり、二人を切り替えて操作出来たが、2作目以降は主人公はミルモに統一され、楓はNPCとして登場している。
『わんもあ』では大学に進学し、ロングヘアになっている。結木とは現在も交際中であり、彼が小説で売れなかった時に支えようと資格を取る為に、自ら苦手な勉強をするほど、精神的に成長している。
妖精楓
南楓がミルモの魔法で妖精化した姿。ドレスの色はピンク。胸のモチーフはハート。妖精界の危機を救った為、ミルモの里には彼女を模した像が建てられている。
人間達の妖精姿は基本的にアニメスタッフがデザインしているが、人間側の主人公である楓の妖精姿は、原作者がデザインしている（原作7巻参照）。
原作でも妖精化したが、アニメと異なり楓がそのままミルモのような2頭身になっただけであった。原作での妖精時の頬の模様は「K」。

### 主なメインキャラクター
リルム
声 - おみむらまゆこ ※旧芸名は麻績村まゆ子（2004年6月6日以前）
演 ‐ 村山結香
ミルモの婚約者で結木のパートナー。楽器はタンバリン。好物はシュークリーム。頬の模様はピンクの丸。身長は9.5cm。家族は両親・3つ子の妹と弟の6人家族で、リルムは4人兄弟の長女である。父親が王家の遠い親戚で、その縁でミルモとリルムの婚約が決まった。一人称は基本的に「私（わたくし）」だが、稀に「あたし」と言うことがある。
礼儀正しく、王族の妖精や人間に対しては「様」付けで呼び、ヤシチなどの一般妖精に対しては「さん」付けで呼んでいる。ミルモ同様、人間に理解があり、楓とは非常に仲良しで互いの恋を応援し合っている。沙織の事も慕っている。安純の事は「日高様」「安純様（アニメ）」「安純さん（原作後期、『ちゃあみんぐ』で一度だけ）」と呼んでいる。
ミルモは「ミルモ様」、楓は「楓様」、結木は「結木様」、沙織は「江口様（当初）」「沙織様（『ごおるでん』後期）」、ヤシチは「ヤシチさん」、ムルモは「ムルモ様」、パピィは「パピィさん」、パンタは「パンタさん」と呼び、
ミルモとヤシチ、結木からは呼び捨て、楓と沙織からは「リルムちゃん」、ムルモからは「リルムしゃん」、パピィからは「リルムさん（原作）」「リルムたん（アニメ）」、パンタからは「リルムお姉ちゃん（アニメ）」と呼ばれている。
魔法の時の掛け声は凶暴な表情で「どりゃー」と言いながら「リル・リル・リルムでポン!」。アニメで発動時に流れる色は黄緑色。マグカップの色はピンクで、注ぐ飲み物は牛乳。ミルモ達ほどお菓子への執着を見せる描写が無い。
人間界に行ってしまったミルモのそばにいたい思いから、彼のパートナーである楓が片想いをしていた結木のパートナーになった。楓の恋路を何より応援しており、楓の恋心を盾にミルモを執拗に痛めつけるヤシチに激怒し我を忘れたとは言え、ヤシチを殴り飛ばした際の自身の不意で楓の恋心を壊してしまった時は強い自責の念に駆られて大泣きしたり、原作では一時期楓と結木が別れたことに大きなショックを受け、その後は両目が真っ赤に腫れるほど大泣きしながら引きこもっていたが、後にどうにか立ち直った。
彼女自らがミルモと接近する目的もあり、楓と結木の関係進展には非常に協力的。楓とは非常に仲良しで、恋する女の子同士としてお互いの恋を応援し合っている。
常に「〜ですわ」などのお嬢様口調で、ミルモに一途な恋をしているが、ミルモも頭が上がらないほどの怪力の持ち主で怒ると凶暴化する。
料理と魔法がかなり下手で、見るからに不気味な生物を思わせる奇妙な食べ物を作ってしまったり、魔法をかける時に力んでしまい思いにもよらない結果を生み出してしまうことが多いが全く自覚していない。
原作の最終回でミルモと結婚し、王妃となる。
結木 摂（ゆうき せつ）
声 - 徳本恭敏（無印 - わんだほう）→浪川大輔（ちゃあみんぐ）
楓が片想いしている男の子。整った顔立ちの持ち主で、成績優秀かつ運動神経もよい。読みきり時は中学1年生、連載時は中学2年生。家族は両親・兄（一人暮らし）の4人家族。一人称は「オレ」。11月23日生まれ。フェアリーコール、妖精化の衣装、セッション魔法の色は青。楓同様、妖精に対して理解がある。よく、楓や安純や松竹が妖精に使わせる魔法の被害に遭っている。楓同様ヤシチに理解があり、「無印」第26話でミルモ達がワルモ団に捕まった時はヤシチに助けて貰う事を提案した。ヤシチの事はヤシチがワルモ団の幹部見習いだった頃から「ワルモ団とは異なる良い妖精」として捉えている。妖精の事は基本的に呼び捨て。
女子からはかなり人気があり、楓・安純・はるか（はるかはアニメのみ。原作では友人関係である）・良（原作のみ登場）に好意を持たれた。また、安純の激しいアプローチに困っているような素振りも見せる。安純の事はヤシチをこき使うことに呆れる事はあるが、恋愛対象とは見ておらず（特にアニメ版）、魔法にかかった時以外は安純に好意を持つ事は無かった。
当初から楓を意識している節があり、「無印」7話で恋心を戻す為に楓の手を取った時に赤面していた。楓の事は両思いになった後も「南」と呼ぶ。人間の事は名字で呼び捨て。
ミルモとヤシチと住田からは「結木」、リルムから「結木様」、ムルモからは「結木しゃん」、パピィからは「結木さん（原作）」「結木たん（アニメ）」、パンタからは「結木のお兄ちゃん」、楓と安純、松竹（アニメのみ）からは「結木くん」、はるかからは「摂くん」と呼ばれている。
趣味は読書で、小説家になるのが夢。そのため「夢を叶える」という言葉に惹かれてリルムを召喚した。
好きな食べ物はサバの味噌煮で、嫌いな食べ物はピーマン（ピーマン嫌いはアニメのみ。劇中で克服）。
人間キャラの中で数少ない常識人。無口であまり感情を表に出さないせいかクールな印象を受けるが、本当は仲間思いで、自分の親しい者をわざと苦しめる者は許さない。時には、大気を裂くいかづちのごとく厳しく叱ることもある。また、松竹ほどではないが、微妙に人と感性が違っているところがあり、原作でリルムが通販で間違えて取り寄せたハゲヅラを意外と可愛いと言い、それを被ったムルモを可愛いと褒めたり、どこからともなく大量の地蔵を出すという珍妙な技を披露した。
原作では楓と一度別れて良に惹かれるが（彼女を交際前のアタックして来る楓に重ねている部分もあった）、自分の本音に気づき楓とよりを戻す。アニメでははるかと交際している内に自分の本音に気づきはるかと別れて楓に告白する。
髪の色は原作では青だが、アニメでは茶髪。
妖精結木
結木摂がミルモの魔法で妖精化した姿。衣装の色は青。胸のモチーフは丸。
原作でも妖精になっているが、2頭身である。原作での妖精時の頬の模様は「Y」。

ヤシチ
声 - ゆきじ
演 - 江角怜音
ミルモのライバル。人相が悪い師匠の弟子。アニメではワルモ団の元幹部見習い。かなりスケベな妖精忍者。楽器はトライアングル。好物はかりんとう。頬の模様は渦巻き。一人称は「拙者」だが、アニメ版初期では稀に「俺」「俺様」と言う事があった（「無印」8話、11話）。二人称はミルモや洗脳時のアクミなど快く思わない相手に対しては「キサマ」と呼ぶが、パートナーの安純や子分のサスケ達に対しては「お前」と呼び、相手によって二人称を使い分けている。
ミルモは「ミルモ」「キサマ」、リルム、ムルモ、パンタ（アニメ）、安純は名前で呼び捨てで、
パピィは「キサマ」、楓は「南楓」と呼び、ミルモと楓、安純と沙織、結木と松竹からは呼び捨て、リルムからは「ヤシチさん」、ムルモからは「ヤシチしゃん」、パピィからは「ヤシチたん（アニメ）」と呼ばれている（パンタからの呼称は不明）。
魔法の時の掛け声は「ヤシ・ヤシ・ヤシチでポン!」。アニメで発動時に流れる色はオレンジ。マグカップの色は黄色で、注ぐ飲み物は麦茶。魔法が苦手（またはあまり魔法を使わない）な妖精忍者では珍しく、魔力が高く魔法が得意で、よく魔法を使って戦っている。衣装は赤。
アニメでは当初はダアクの部下だったが、アクミやワルモ団とは異なり洗脳されておらず、ダアクの魔力も宿っていない為、黒魔法は使えない。
安純が楓という邪魔者を消すために呼ばれた。楓が結木と結ばれてからは恋人探しを命じられているが、あまり役には立っていないため、よく怒られている。しかし、後述する部屋掃除など（主に安純にこき使われている）のおかげで、妖精界ではパートナーへのお役立ち度が最も高く評価されている。
ミルモのライバル（自称）だが、基本的にあまり相手にはされていない。性格も負けず嫌いで好戦的だが根は人情深く、悪に徹しきれない面もある。しかし、原作でミルモがダアクを倒す前や、「無印」1期はリルムを誘拐して怪我をさせたり（2巻）、ムルモを誘拐して盾にしたり（「無印」7話）、完全な悪役として描かれているエピソードもある為、当初から善人一色のキャラだったわけではなかった。しかしヤシチが「無印」65話でワルモ団と決別してからは、「ミルモの純粋なライバルであり、善の妖精」というポジションになり、「本当は良い妖精」と強調される描写が増えた。ゲーム版も初期の頃はワルモ団のミニゲームでヤシチが助っ人キャラとして出て来たが、アニメでヤシチがワルモ団から離反してからは、ヤシチもワルモ団に狙われるようになり、そういう描写は無くなった。
ヤシチ自身は決して認めようとはしないが、微かにミルモに友情意識を抱いている節があり、特にダアク離反後はミルモがやられそうになった時、思わず助けている事がある（「無印」69話など）。
しかし、安純の命令やダアク（アニメではワルモ団）の部下だったという事もあるが、楓が作ったケーキを台無しにしたり、楓の恋心を奪ったり、リルムを誘拐して人質にして反撃できないミルモを痛めつけ、リルムの頬を過失で傷つけたり、楓のファーストキスを奪う作戦に加担したり、ダアクの作戦に加担して住田を操る手伝いをし、住田にミルモを抹殺させようとするなど卑怯かつ質の悪い事をしていた（アニメではヤシチがリルムを誘拐したり、住田を操る手伝いをしたなどのエピソードはカットされるか、別の展開に差し替えられている）。その為アニメ版とは異なり、原作の楓はミルモに危害を加えるヤシチを快く思っていないところがあったが、溝に落ちて溺れていたヤシチを助けた際に「ミルモと仲良くしてほしい」と頼んだことがある。
妖精に対しては目上・年上を除き呼び捨てで、人間はパートナーの安純や、ライバルやパートナーが絡まず、純粋に好意を持つ女の子である沙織や理恵を除き、名字かフルネームで呼び捨てにしている。楓の事は「南楓」とフルネームで呼び捨てだが、自分や妖精に対して理解を示し、優しく接してくれる楓を内心は慕っている。しかし、安純が楓を傷付ける作戦に反対した事は無く、楓のファーストキスを奪う作戦にも自分から加担し、楓の心を傷つける事に躊躇しなかった。ヤシチにとって一番大切で大好きなのはパートナーの安純であり、楓よりも安純の方が大切なので、楓に恨みは無いが安純の命令が下れば楓を傷つける事もある。
趣味はパンティー集めとスカートめくりで、見た下着の色をメモすることもある。原作初期ではカメラ目線を意識したこともあった。また、悪さすると大抵しっぺ返しを喰らうのは自分であったり、ヘマをして酷い目に遭うなど不幸体質な所もある。
安純とは初めて会ったと思われていたが、実は安純が小学2年生の時、当時の彼氏とのデートの際に、ヤシチが突風を起こして安純の下着を見たという過去がある。
頻繁に部屋掃除を命ぜられており、そのため掃除に関しては非常に手際が良い。人間界には安純の件の他、ミルモ打倒のために来た。サスケとハンゾーという弟子がおり、2人の良き兄貴分でもある。ダアクの他、アニメではワルモ団との繋がりもあったが、悪に徹しきれない性格ゆえにワルモ団の卑劣なやり方に複雑な感情を抱くことがあり、「無印」第65話において、自身の使命感や良心の呵責に苛まれて迷いが生じるが、ミルモや安純の言葉でサスケとハンゾーと共に反旗を翻し、ワルモ団と決別する。ワルモ団の悪さに当初は憧れていたが、ワルモ団と決別してからは彼なりに踏ん切りが付いたらしく、ワルモ団を「元首領」「奴ら」と呼び、ダアクの命令でヤシチを倒そうとするワルモ団と戦っていた。しかし、原作ではダアクが倒された後、ダアクとの繋がりがどうなったのか描かれていない。人間に対して、理解がある。
一時期安純と喧嘩して家出をし、理恵という少女の下に住んでいたこともある。その他、アニメオリジナルの展開としてオトメに一目惚れし、恋仲になったこともあったが、オトメがオカマであった事を知ってからは極力避けている。
『ちゃあみんぐ』終盤では失恋した安純を見て、パートナー妖精としての責任から何とか結木と安純を両想いにさせようと決死の覚悟で自身に魔法をかけて「何でも願いが叶う石」に姿を変える。サスケとハンゾーから願いを言うよう安純に差し出されるが、「ヤシチが元に戻りますように」との願いをかけられて元に戻る。安純曰く、「ヤシチがいなくなったら寂しい」との事。
アニメが放送していた頃に「ヤシチのかりんとう」が商品化されたことがある。
日高 安純（ひだか あずみ）
声 - ひと美
楓や結木が中学1年生の時に学校にやってきた転校生の女の子（アニメでは中学2年生の時に転校してきた）。読みきり時は中学1年生、連載時は中学2年生。家族は両親・弟の4人家族。一人称は「あたし」。フェアリーコール、妖精化のドレス、セッション魔法の色は紫。楓とは異なり、楓のパートナーのミルモや、ワルモ団など特定の妖精を快く思っていない。結木のパートナーのリルムの事も「自分の作戦を妨害する、邪魔な存在」としか思っておらず、それがヤシチがリルムを誘拐して怪我をさせる事件に繋がってしまった。結木の夢やパートナーのリルムの事も大切に思い、自分の力で結木を振り向かせようとしている楓とは対照的に、結木と両思いになる為に平気で結木の心を操り、卑怯な手を使ってくる。アニメでは安純が結木の心を操り両思いになるように仕組んだエピソードは全てカットされ、別の展開に差し替えられている。
妖精の事は呼び捨て。人間の事は男の子は名字にくん付けだが、楓やはるかなど恋敵の女の子は本人の前では名字にさん付けだが、本人がいない所ではフルネームで呼び捨てにしている。
ミルモとヤシチからは「安純」、リルムからは「日高様」「安純様」、ムルモからは「安純しゃん」、パピィからは「安純さん（原作のみ）」、パンタからは「あの人（原作のみ）」、楓とはるか、松竹と住田からは「日高さん」、結木からは「日高」、ワルモ団からは「凶暴女」と呼ばれている。
原作では卑怯かつ悪質な面があり、ヤシチが立てた「リルムを誘拐し人質にして、反撃出来ないミルモを倒す」という悪質な作戦に協力し、「ミルモやリルムがどうなろうと知った事じゃない」と言い切り、楓の怒りを買った事がある。アニメでもヤシチのイタズラや悪事は半分以上は彼女の命令によるもの（「無印」7話でヤシチがムルモを誘拐して人質にしたり、安純が絡まずヤシチが自分の意思でした悪事も少なからず存在する為、ヤシチにも責任があり安純だけが悪いわけではない）。原作当初は悪役らしいキャラ付けをされていて卑劣な面も目立ち、ミルモとの戦いに無関係なリルムを誘拐したり完全な悪役として描かれていたが、5巻で楓のファーストキスを奪った事件以降は、悪事の悪質さは控えめになった。
アニメでは当初はワルモ団を「ミルモを倒し、楓と結木の仲を邪魔する戦力」とみなし、ワルモ団に協力する事もあったが、「無印」第65話でヤシチがワルモ団の命令で学校や人間を攻撃しなければいけない事を知り、ワルモ団は「人間を攻撃する悪い存在」である事を知った。その後、パートナーのヤシチがワルモ団に逆らえずに悪事をしている事が許せず、涙ながらにヤシチを説得した。そしてアクミが安純を攻撃した事で、ヤシチはワルモ団と決別し、それ以来安純の部屋にワルモ団が来たり、勝手に基地にすることも無くなり、安純とワルモ団の繋がりは失われた。
原作漫画での設定によれば、11月11日生まれで血液型はAB型。好きな食べ物は特上うな重（TVアニメ版ではかりんとう）。
楓とは結木をめぐる恋のライバルで、楓を結木の前から排除して欲しいと願ってヤシチを召喚した。毎回あらゆる手段を使って楓の邪魔をしてケンカしたり、嫌っている素振りを見せるが、内心では友達と認めており、楓の内部進学が危ぶまれた時は勉強を教えたり（ただし超スパルタ）、楓が本当に困っている時は手を貸したり、アニメでもミルモを助けに向かう楓を意地を張りながらも心配したり、お菓子を分けてあげるなど憎からずも想っており、楓との喧嘩を楽しんでいる部分もある。楓の事は楓の前では「南さん」と呼ぶが、楓のいない所では「南楓」とフルネームで呼び捨てにしている。松竹と協力し、楓と結木の関係を破綻させ、安純と結木、楓と松竹が結ばれるように仕組んでいる。
美人で運動神経にも優れ、全科目を得意とするなど成績は優秀で本人はそのことを鼻にかけている。結木に対しては猫を被り、おしとやかに振舞うが、かなり勝気かつ暴力的で怒ると凶暴化する。また、男勝りで素直になれない性格。彼女が繰り出す格闘術や気迫は、ヤシチは勿論、ワルモ団やネズミですら恐怖で震え上がるほどであり、ワルモ団からは「凶暴女」と呼ばれ恐れられている。ヤシチ達へのお仕置きとして「トイレ流しの刑」を度々行うことから、原作ではミルモ達から「トイレ流しの安純」の異名で恐れられるようになる。
家ではヤシチをこき使っており、毎日自室の掃除を命じている。ヤシチに対しては傲慢で厳しい態度を取っているが、日頃のご褒美としてかりんとうを買ってくるなど、内心では大切に思っており、シリーズを通してヤシチとの友情は深まっていった。よくヤシチを「役立たず」呼ばわりして罵るが、ヤシチのいない所では「役立たずだけど、やる時はやるヤツだから」と評価している（『わんだほう』18話）。
『ちゃあみんぐ』終盤では楓と結木が結ばれたのを見届け、失恋の涙を流した。それを見たヤシチが自身に責任を感じ、結木と安純を両想いにさせようと「何でも願いが叶う石」に変身するが、結木と結ばれたい願いよりもヤシチを元の姿に戻す事を願った。ヤシチからの励ましに加えて楓に振られても前向きな松竹の姿を見て立ち直り、結木との交際は認めるがこれからも邪魔し続ける旨を楓に宣言した。
読み切りと本誌連載とは性格が大きく異なっている。
髪の色は原作では赤だが、アニメでは紫がかった黒髪をしている。
妖精安純
日高安純がミルモの魔法で妖精化した姿。ドレスの色は紫と赤。胸のモチーフは花。
安純の性格を反映したかのような悪魔的な服装になる。この時は白のニーソックスを着用している。

ムルモ
声 - 釘宮理恵
演 - 市原愛弓
ミルモの弟でミルモの里の第二王子。楽器は小太鼓。好物はマシュマロ。頬の模様は兄同様、ピンクの楕円。必殺技は帽子の触覚から2万ボルトもの電撃を出す「しょっかくビーム」。身長は8cm。一人称は「ボク」。語尾に「でしゅ」をつけて話し、舌っ足らずな喋り方をする。基本的に相手の事は「しゃん」付けで呼ぶが、サスケやハンゾーなど同い年の男の子妖精は「くん」付けで呼び、同い年の女の子妖精・パピィは彼にしては珍しく、呼び捨てにしている。しょっかくビームは兄であるミルモやヤシチ(ワルモ団も同じ)に放つ事が多いが、パピィなど女性（アクミを除く）には放たない。人間に対して理解があり楓が大好きで、沙織の事も慕っている。原作ではいつも口を小さく空けている事が多く、口元で笑う事は滅多に無い。
ミルモは「お兄たま」、楓は「楓しゃん」、松竹は「松竹しゃん」、沙織は「江口しゃん（当初）」、「沙織しゃん（『ごおるでん』）」リルムは「リルムしゃん」、ヤシチは「ヤシチしゃん」、パピィは「パピィ」「お前」、パンタは「パンタしゃん」と呼び、
ミルモとヤシチ、パピィと松竹、住田からは呼び捨て、楓と沙織からは「ムルモちゃん」、リルムからは「ムルモ様」と呼ばれている（パンタからの呼称は不明）。
原作ではヤシチと絡んだ事は無く、アニメでは当初ワルモ団の幹部見習いだったヤシチを警戒し敵視する節があったが（「無印」26話）、ヤシチがワルモ団と決別した後から若干の信頼を抱くようになる。
魔法の時の掛け声は「ムル・ムル・ムルモでポン!」。アニメで発動時に流れる色はピンク。マグカップの色は薄紫で、注ぐ飲み物はトマトジュース。
性格は腹黒く、幼い年齢ながらに計算高いがたまにそれが仇となることもしばしば。得意技はブリっ子攻撃。しかし甘えん坊な面もあり、ミルモを兄として慕っている。
パートナーである松竹との相性は100%と、とてもいい。
幼馴染のパピィとは喧嘩ばかりしているがパピィの頬にキスをしたり、彼女に好意はある様子。特に番外編では『ムモデレラ』で二人が結婚したり、ムルモとパピィが両思いである事を強調するエピソードが多い。
兄のミルモと同じく、両利きだといわれるが、アニメでは兄と同じくほぼ右利き。
『わんもあ』では里に帰り、王様見習いであるミルモの補佐をしている。
松竹 香（まつたけ かおる）
声 - 保志総一朗
ムルモのパートナー。家族は両親との3人家族。一人称は「僕」。1月1日生まれ。
松竹財閥の跡取り息子でかなりのお金持ち。ルックス・運動神経も結木に負けず劣らずよく、またかなり愛想もいいため女子からの人気は高い。楓に惚れている。楓の事は「南さん」と呼ぶ。原作では女の子は名字にさん付けで、結木、住田などライバル視している男の子は名字で呼び捨てだが、アニメでは名字に君付けで呼んでいる。
妖精の事は基本的に呼び捨てだが、アニメ版ではリルムやパピィなど女の子妖精はちゃん付けで呼ぶ。原作ではミルモと会話したり、名前を呼ぶシーンは無い。ミルモ、ヤシチ、結木からは「松竹」、楓と安純とはるかからは「松竹くん」、リルムからは「松竹様（アニメ）」、ムルモからは「松竹しゃん」、パピィからは「松竹たん（アニメ）」、平井からは「坊ちゃま」、桃からは「（香）お兄ちゃまと呼ばれている。
表ではとても頼れるキャラで通しているが、本当は甘えん坊でとても泣き虫であり、何かあるとよく平井に泣きつく。フェアリーコール、妖精化の衣装、セッション魔法の色は緑。
嫌いな飲み物はトマトジュース。微妙に人と感性が違っているのか、凄まじい格好をしたムルモを「かわいい」とべた褒めした。
『ちゃあみんぐ』最終回でははるか・安純・住田と共に楓が結木と結ばれたのを見届けてショックを受けるが、懲りずにこれからも楓にアプローチを続けると決心した。
髪の色は原作では緑、アニメでは紺だが本来の色はアニメの方が正しいらしい。
原作では卑怯な面がありムルモの魔法や、はるかを利用して楓と結木の関係を破綻させようとしたり、独自に策略を練る事がある。
『ちゃあみんぐ』以前ののメインキャラの中では登場が最後の為、無印の初代OPでは原作で松竹が登場する前（2巻以前）か、登場したすぐ後にOPが作られた為、ムルモはメインキャラとして描かれているが、松竹はサブキャラとして描かれていた。2代目OPからは松竹も、メインキャラとして描かれるようになった。
妖精松竹
松竹香がミルモの魔法で妖精化した姿。衣装の色は緑。胸のモチーフは星。

### ちゃあみんぐに登場するメインキャラクター
パピィ
声 - 間宮くるみ
演 - 山野愛月
ムルモのクラスメイト。「あたち」など、少々舌足らずな口調で喋る。うさぎのような帽子を被っており、ハートマークのアップリケのついた服を着ている。楽器は鈴。好物はアメ。頬の模様は花。
魔法の時の掛け声は「パピィでポン!」。アニメで発動時に流れる色は水色。マグカップの色は山吹色で、注ぐ飲み物はいちごミルク。
ムルモのことが好きだが、本人を前にすると素直になれない、デレツンな性格のせいで、よくケンカをしては落ち込んでいる。
『わんだほう』まではサブキャラ扱いだったが、原作および『ちゃあみんぐ』ではメインキャラとして、人間界に住むために住田とパートナーになる。原作とアニメではムルモと住田以外の相手の呼び方が異なり、原作では年上の妖精やパートナーの住田以外の人間の事は「さん」付けで呼んでいるが、アニメでは「たん」付けで呼んでいる。ムルモを呼び捨てにし、住田は「住ちゃん」とニックネームで呼んでいる。初期のゲーム版『黄金マラカスの伝説』では口調や相手の呼び方が、原作と異なっている（ミルモと楓は呼び捨て、ムルモは様付けなど）。
アニメではミルモは「ミルモたん」、楓は「楓たん」、住田は「住ちゃん」、リルムは「リルムたん」、ヤシチは「ヤシチたん」、ムルモは呼び捨て、パンタは「あんた」と呼び、
ミルモとムルモと住田からは呼び捨て、楓からは「パピィちゃん」、リルムからは「パピィさん」、ヤシチからは「キサマ」と呼ばれていて、パンタからの呼称は不明。
メイン妖精では珍しく唯一ミルモではなくムルモと深い関わりがあり、ミルモとはムルモを通した関係である。ミルモ、リルムの事を慕っているが、アニメ版ではヤシチ達妖精忍者の事は「おバカたん」として見下している。
当初は本作のテーマである「妖精と人間がパートナーになる事の大切さ」を分かっていない所があり、住田とパートナーになった後ムルモと喧嘩してパートナー契約を解消して妖精界に帰ろうとしたり、アニメ版で住田が溺れかけた時も気付かなかったりしたが、それでもパピィなりにパートナーについて真剣に考え、住田を大切に思うようになった事に変わりは無く、住田が楓への恋を諦めた時は涙ながらに励ましている。
住田 光一（すみた こういち）
声 - 吉野裕行
楓に片思いをしている。優しい性格をしており、陸上部に所属しているだけあって運動神経も抜群である。原作では2年時、3組に所属していた。アニメでは、楓と同じクラスになる。髪の色は原作では茶髪だが、アニメではオリーブ色。6月20日生まれ。楓の事は「南さん」と呼び、結木の事は「結木」と呼ぶ。一人称は「オレ」。
妖精の事は呼び捨てだがミルモ、リルム、ヤシチの名前を呼ぶシーンは無い。人間の事は男の子は名字で呼び捨てだが、女の子は名字にさん付けで呼ぶ。ミルモ、ヤシチ、結木、松竹（原作）からは「住田」、楓と安純とアニメのはるか、アニメの松竹からは「住田くん」、リルムからは「住田様」、ムルモからは「住田しゃん」、パピィからは「住ちゃん」と呼ばれている（パンタからの呼称は不明）。
楓が結木と付き合うようになってからは身を引いていたが、松竹と共にアタックを再開している。安純の恋人候補にも選ばれたが、「趣味の合ういいお友達」で終わった。
安純の策略から事故で楓のファーストキスを奪ってしまい、更にそれを結木に見られたことにショックを受けた楓を傷つけてしまったことに強い罪悪感を抱き、自責の念に駆られるが、後日ミルモ達の尽力と結木の励ましで元気を取り戻した楓に謝罪し、和解する。原作ではその件がきっかけで、結木が楓に住田をパピィのパートナー候補にする事を提案した。
『ちゃあみんぐ』中盤では、結木の気持ちに気づき水泳で勝負をする。勝負に負けた後は自分は身を引き、楓の応援をするようになる。その後、結木がはるかと付き合い始めた時は、楓の気持ちを無視した結木に激昂し、自分が楓を守ることを宣言したが、結局楓からはフラれる。その後、安純・松竹・はるかと共に結木と楓の告白を見守った。終盤では、はるかに好意を持つようになった。好物はカリフラワー。
くもっちょが好きであり、ミルモと親しくなったり、はるかから好意を寄せられるきっかけにもなった（アニメより）。
原作6巻で楓への恋を諦めてからは出番が非常に減少して行ったが、アニメ版『ちゃあみんぐ』でメインキャラになってからは、度々登場するようになる。
原作では楓に好意を持っている事が原因でダアクにターゲットにされ、ダアクの命令でサスケが彼を攻撃しようとしたり、ヤシチ達に命令し彼の心を操りミルモを始末させようとした事があるが、アニメでは住田が登場した時は既にダアクは消滅していて、ヤシチ達はダアクと決別していた為、原作でダアクが住田を攻撃した件はアニメでは全てカットされている。
家族は両親・双子の妹の4人家族。双子の妹・ゆかとちかの良き兄でもある。
妖精住田
住田光一が魔法で妖精化した姿。
アニメには登場しておらず、ドラマCD版でのみ登場。その為、衣装の色やビジュアルなどは不明。

パンタ
声 - 高木礼子
この世で遊び足りないまま幽霊になった妖精。楽器はウクレレ。好物は羊羹。語尾に「〜だす（原作）」、「〜ですっち（アニメ）」とつける。一人称は「おい（原作）」「ボクたん（アニメ）」。頬の模様はパンダの目を模したマーク。成仏前は幽霊の姿だが、成仏後は頭に天使の輪が浮かび、天使のような姿になっている。アニメOP、ゲーム版では成仏前のデザインで描かれている。
ミルモのことを気に入っている他、原作11巻では生命力あふれる安純の姿に一目惚れして淡い恋心を抱き、彼女に花を贈ったこともある。しかし、アニメではパートナーのはるかを攻撃する安純やヤシチに敵意を抱いており、その度に魔法を使って反撃したり、制止している。原作とアニメで大きく設定が違うキャラクターの一人である。
楓を慕っており、相手の事は「○○お兄ちゃん」か「○○お姉ちゃん」と呼ぶことが多い。楓からは原作では「パンタくん」「パンタちゃん（終盤のみ）」と呼ばれているが、アニメでは「パンタちゃん」で統一されている。判明している呼称が少なく、ミルモは「ミルモお兄ちゃん」、楓は「楓お姉ちゃん」、リルムは「リルムお姉ちゃん」、はるかは「（はるか）お姉ちゃん」、結木は「結木のお兄ちゃん」と呼び、ヤシチ、ムルモ、パピィへの呼称は不明。
ミルモとヤシチ、はるか、松竹と住田からは呼び捨てで、楓からは「パンタくん（原作）」「パンタちゃん（アニメ）」、リルムからは「パンタさん」、ムルモからは「パンタしゃん」、パピィからは「あんた」と呼ばれている。
ミルモを兄のように慕いリルムも慕っているが、ヤシチはパートナーのはるかを攻撃する為当初は険悪で（ヤシチがパンタを救出するチームに同行してからは、少しだけ和解したらしい）ムルモ、パピィとは絡みが薄い。
アニメではるかのパートナーになる。マグカップの色は暗い灰色で、注ぐのは飲み物ではなく、生きたタコ。パンダのような衣装を着用しているが、名前はパンタである。アニメでは生前の回想で、パンタがグルミ族である事を示唆するシーンがある。
幽霊のため、変身する魔法しか使えない。魔法の時の掛け声は「パンタでポン！」。また、魔法を使う前に「ひょひょいのひょい！」と言うのが口癖。アニメでの魔法の色は白。うちわを使わずに浮遊し（うちわ自体は所持している）、炎を操る能力がある。得意技は「火の玉飛ばし」。消しゴムに変身したりしながらはるかの手伝いをしている。生前は病弱で、はるかとは7年前に出会っている。
ドラマCDでは妖精学校一年生で、最終回後に妖精学校に再入学した事が語られる。学年的にはムルモとパピィの2年後輩に当たり、ムルモ達が3年時はパンタは1年である。
森下 はるか（もりした はるか）
声 - 雪野五月
結木のクラスに転校してきた結木の幼なじみ。原作とアニメ版で大きく設定が異なるキャラクターの一人である。原作では楓と結木を引き離そうとした松竹によって呼ばれ、現在も松竹が用意したヘリコプターを使って通学しているようである。原作では結木に対しては友人としては好意を持っているが、恋愛感情は持っていない。また、妖精が見えない一般人である。最終回では松竹の教育係になっていた。アニメ版と異なり原作では住田が登場する前に登場した為、住田との面識は無い。しっかり者で優しい性格。
判明している呼称が少なく、ミルモは「ミルモくん」「ミルモ（終盤2回だけ）」、楓は「南さん」、リルムは「リルムちゃん」、パンタは呼び捨て、結木は「摂くん」、安純は「日高さん」、松竹は「松竹くん」、住田は「住田くん（アニメのみ）」と呼び、ヤシチ、ムルモ、パピィへの呼称は不明。
ミルモからは「森下はるか（原作）」「森下（アニメ）」、楓と松竹、住田（アニメ）からは「森下さん」、リルムからは「森下様」、ヤシチからは「森下はるか（アニメ）」、パピィからは「はるかたん（アニメ）」、パンタからは「（はるか）お姉ちゃん」、結木からは「森下」「はるかちゃん（幼少時）」、安純からは「森下さん（表面上）」「森下はるか（本人がいない所）」と呼ばれていて、ムルモからの呼称は不明。男の子は結木を除き名字にくん付けで、女の子は名字にさん付けで呼ぶ。
アニメ版では松竹の差し金ではなく、親の仕事の都合で転校してきたという設定。漫画好きで自室の本棚にはかなりの漫画が収納されており、楓ともお気に入りの漫画を通じて仲良くなる。また、漫画家になりたいという夢を持ち、劇中でも制作している。自分の感情に正直で思った事ははっきり言う性格。原作とは異なり、刺々しく嫉妬深い面があり、楓とは当初は仲良しだったが結木への恋心を自覚してからは彼女を警戒するようになり、疑ってしまった事がある。
登場当初は結木とは単なる幼馴染として接しており、楓の結木への恋路を応援していた。だが、自作の漫画を出版社に持ち込んだ際に内容を酷評され、傷ついていたところを結木に励まされたことにより彼に想いを寄せるようになる。一時は結木と付き合うが、付き合う内に結木の気持ちが自分ではなく楓に向いていることに気づき、結木に感謝の言葉とともに別れを告げて、翌日楓に別れたことを告げて楓を応援した。その後、住田・安純・松竹と共に楓が結木と結ばれたのを見届けた。
また、その時に住田からくもっちょを貰ったことをきっかけに、住田に好意を寄せるようになる。最終回では、パンタをモデルにしたホラー漫画を描き、入賞した。
アニメ版では妖精達からは名字で呼ばれる事が多いが、パートナー妖精のパンタは「はるかお姉ちゃん」、住田のパートナー妖精のパピィは「はるかたん」と彼女を名前で呼ぶ。妖精達の事はパートナー妖精のパンタは呼び捨てで、男の子妖精はくん付け、女の子妖精はちゃん付けで呼ぶ。
好物はピーマン。4月8日生まれ。髪の色はオレンジ色。
妖精はるか
森下はるかがミルモの魔法で妖精化した姿。
ミツバチをモチーフとした格好となっている。ドレスの色はオレンジ。胸のモチーフは雫。

### 準メインキャラクター
サスケとハンゾー
ヤシチの子分である二人組。二人ともムルモのクラスメイトでもある。アニメオリジナルキャラクターだが、原作者が気に入り原作にも度々登場している。ヤシチのことを「兄貴」と呼んで誰よりも慕っており、「無印」第65話でパートナーや無関係な人間に危害を加えようとするワルモ団のやり方に疑念を抱き、自身の使命感や良心の呵責に苛まれたヤシチがワルモ団に反旗を翻し、決別した時も共にヤシチについていった。
ヤシチの子分なので、ヤシチと行動を共にしていて、ミルモ達とも一緒にいる事も多いが、2匹はあくまで「ヤシチの関係者」というポジションなので、メインキャラでは無くパートナーもいない為、メイン妖精であるヤシチのような大きな力は持たない。
原作ではダアクの部下という事もあり、ダアクの命令で結木や住田を攻撃したり、住田を操りミルモを始末させる作戦に加担した事があるが（6巻）、アニメではヤシチと共にダアクと決別している為、原作で彼らがダアクの命令でした悪事は全てカットされるか、別の展開に差し替えられている。原作では2人とも楓を慕っているが、5巻で安純の命令で楓のファーストキスを奪う作戦に加担した事がある。
原作ではヤシチがアニメとの兼ね合いもあり、アニメでは「メインキャラでミルモの純粋なライバルであり、善の存在」である為、ヤシチに酷い悪事をさせる事が出来ない為、ヤシチの代わりにダアクの命令で、悪事をする役になっていた。
サスケ
声 - くまいもとこ
演 - 小澤愛実
ヤシチの子分の一人。語尾に「 - だぜ」とつける。一人称は「オイラ」。数回しか魔法を使うシーンが無い。衣装は紫色。
楽器は鉄琴。魔法の時の掛け声は「サスケでポン!」。アニメで発動時に流れる色は濃い青色。マグカップの色は水色。好物は芋ようかん。頬の模様は十字手裏剣。
しっかり者に見えるが、緊張癖があり、原作ではそのせいで前にいた師匠の下から追い出され、ヤシチの子分になるエピソードがある。原作では溝に落ちて溺れていたところを助けてくれた楓を恩人として慕っているが、アニメ版では楓のことを嫌ってはいないものの、『ごおるでん』第11話でアクミに攻撃されそうになった楓をハンゾーと共に見捨てようとしていた（しかしヤマネが楓を助けようとした事で、ヤマネをフォローする為に楓側に付いた）。ヤシチの真似をして楓を「南楓」、安純を「安純」と呼ぶ。
アニメではヤマネのことが好き。
『ちゃあみんぐ』では出番が減少している。
ハンゾー
声 - 下屋則子
演 - 大信田美月
ヤシチの子分の一人。語尾に「 - なのら」とつける。一人称は「ボク」。
楽器は木琴。魔法の時の掛け声は「ハンゾでポン!」。このあとに「なのら〜」とつけることもある。アニメで発動時に流れる色は濃い黄緑色。マグカップの色は黄緑。好物はすあま。頬の模様は三角。サスケ同様、魔法が苦手なのか数回しか魔法を使うシーンが無い。衣装は緑色。
とてものろまで、原作ではそのせいで前にいた師匠の下を追い出され、サスケと同じくヤシチの子分になるエピソードがある。サスケ同様原作では楓を慕っているが、『ごおるでん』第11話でサスケと共に楓を見捨てようとしたことがある。普段はとてものろいが、早口言葉は得意。たまに毒舌になるが、本人に悪気は無い。縄跳びが苦手である。ヤシチと共に安純の怒りを買う事もしばしばある。サスケ同様、楓を「南楓」、安純を「安純」と呼ぶ。
『ちゃあみんぐ』では出番が減少している。

アクミ
声 - 千葉千恵巳
アニメオリジナルキャラクター。ダアクの手下で、常にミルモたちを付け狙っている。楽器はシタール。好物はキャラメル。他の妖精とは違い、普段空を飛ぶ際はうちわではなくじゅうたんを使う。他の妖精とは異なり、目にハイライトがある。
ダアクの洗脳による変化が激しく、衣装の色は本来は黄色だが、ダアクに洗脳されてからは黒い衣装になり、耳が尖った。ダアク消滅後は耳も衣装も本来の姿に戻った。一人称は「アタイ」。
黒魔法の発動時は黒色だが、本来の魔法の発動時に流れる色は紫色。マグカップの色は朱色で、注ぐ飲み物はオレンジジュース。
ダアクから黒魔法の力を授かっており、ペット妖精をモンスターに変え、自在に操る魔法に長けている。ワルモ団よりも遥かに頭は良く、ダアクの封印を解いたのも彼女である。同じダアクの部下であるワルモ団とは仲が悪く、頭の悪い彼らを見下しているが、『ごおるでん』からダアクの部下となったラットとは上手くやっている。
ダアクに心底惚れこんでおり、彼のためなら何でもやる。ダアクが復活した暁には「ダアク様とデートして一緒にキャラメルソフトを食べる」という夢を掲げていた。もともと勝気な性格なので意地悪な面も見せるが、根はとても優しく、ミルモたちと意気投合する時もある。料理はリルム並に下手だが、リルムとは対照的に料理が苦手であることを自覚している。ダアクの目的は妖精界の消滅であり、妖精界が消滅すると妖精も消えてしまうため、その恋が実ることはなかったが、ダアクの消滅直前に魔法で自分とダアクの手元にキャラメルソフトを出し、一緒にデートをしたかった夢を語りながら涙をこぼした。
ダアク消滅後、悪事から足を洗い、パートナーの為に必死になるミルモたちを見ていくうちに、自分も人間のパートナーが欲しいと思い始め、『ごおるでん』最終話では沙織のパートナーとなり、楓にこれまで迷惑をかけてきたことを詫び、沙織と共にドイツへ発った。
第3期『わんだほう』では第17話「アクミと沙織」第18話「ローレライ伝説」にて再登場している。その際には、ミルモたちと再会する前にタコスと初めて出会う。口調は洗脳される前と変わらないが、沙織を喜ばせたいという思いで、ローレライのフルートを無理やり作らせようとした。
沙織の事は当初「江口沙織」と呼び、ダアクから特別視されている彼女を毛嫌いしている節があったが、パートナーになった後は「沙織」と呼ぶようになり、彼女と打ち解けている。
江口 沙織（えぐち さおり）
声 - 早水リサ
アニメオリジナルキャラクター。アニメオリジナルキャラクターだが、原作者がデザインを手掛けている（7巻）。天才フルート奏者で、楓たちの学校へ転校してきた。大人しい性格で、不思議な雰囲気を持つ美少女。普段は静かな声で喋るが、くしゃみをする時は声が変わり、「ぶぇっくしょおい!」とかなり親父くさい声を出す（視聴者に顔は見えない）。特に恋愛の話題になるとくしゃみをするが、自身の恋愛になると普通のくしゃみになる。
妖精のパートナーがいないにもかかわらず妖精を見ることができ、それがきっかけで楓たちと親しくなった。しかし時折瞳が赤く光り、不思議な力でミルモたちを金縛りにして不利な状況に追い込む時があるが、沙織本人にはその時の記憶がない模様。
実はダアクに操られており、ダアクは沙織のフルートを介して人々の負の感情を集めていた。妖精のパートナーを持たない沙織が妖精を見ることが出来ていたのも、彼女がダアクの支配下にあるためであり、「無印」最終話で楓との絆とダアクの封印によって解放されるも、この時点ではまだ完全にダアクから解放されていなかった。それでも楓たちとの交流で徐々に明るくなっていき、ダアクも彼女を操ることができなくなっていた。
『ごおるでん』では、幼い頃にフルートを教えていた恩師・桐生と再会し、徐々に恋心を抱くようになっていった。しかし、その想いをダアクに利用されて楓との絆を引き裂かれ、桐生の正体であったダアクに再び操られてしまい、世界音楽祭の発表でダアク復活の引き金を引いてしまった。ダアクとの最終決戦の時には消えていくダアクに対し、「好きでした」と桐生＝ダアクに抱いていた想いを告げ、恋を教えてくれたことへの感謝の言葉を綴った。楓の事は当初は「南さん」と呼んでいたが、ダアクの一件で友情を深めた後はお互いに名前で呼び合うようになった。また、マルモ国王からは「さおりん」の愛称で呼ばれるほど気に入られている。
ダアクが消滅したことで妖精を見る能力は失われたが、アクミがパートナーになった事で再び妖精が見えるようになった。『ごおるでん』最終回では、本物の桐生からの誘いでドイツへフルートのレッスンの為に日本を発った。
第3期『わんだほう』では、第17話「アクミと沙織」第18話「ローレライ伝説」にて再登場した。その際にはアクミとともに2個目のクリスタル「素直さのクリスタル」を出現させた。
第4期『ちゃあみんぐ』では、セリフはないものの最終回でCDのジャケット写真でアクミとともに登場した。
妖精の事は楓同様、ミルモとヤシチは呼び捨てだがリルムは「リルムちゃん」、ムルモは「ムルモちゃん」と呼んでいる。アクミの事はパートナーになる前は「アクミちゃん」と呼んでいたが、パートナーになった後は「アクミ」と呼ぶようになった。人間の事は男の子は名字にくん付けで、女の子の事は楓以外は名字にさん付けで呼んでいる。
妖精沙織
江口沙織がマルモ国王の魔法で妖精化した姿。マルモ国王が彼女を気に入っていたせいか他のキャラより高級感のある服装となっていた。ドレスの色は黄色。胸のモチーフは楓と同じくハート。

ヤマネ
声 - 村井かずさ
アニメオリジナルキャラクター。ネズミの妹で、ヤシチのいとこ。一人称は「私」。ヤシチに対して恋心を抱いているが、本人には全く気付かれていない一方、サスケから好意を寄せられている。楽器はウグイス笛。発動時に流れる色は紅色。マグカップの色は薄いオレンジ色で、注ぐ飲み物は抹茶。好物は不明だが、甘いものを食べると酔っ払ってしまい、大暴走してしまう。口調はとても礼儀正しい。相手の事は「○○殿」と呼ぶ事が多い（サスケとハンゾーは先輩と呼ぶ）。また妖精忍者では唯一、楓をフルネームではなく「楓殿」と名前で呼んでいる。衣装は黄色。
他の妖精とは異なり、目にハイライトがある（ネズミの回想で、ダアクに取り憑かれていた時は目のハイライトが消えていた）。
魔法の時の掛け声は「ヤマネでポン!」。このあとに「で、ございます」とつけることもある。
好意を寄せているヤシチをとても尊敬しているが、忍術の腕の方はヤシチよりも上。そのため逆に尊敬されてしまうこともある。魔法はあまり得意ではないらしく、戦闘では肉弾戦がメイン。
『ごおるでん』の序盤ではヤシチのそばに居たいということで、リルムの薦めから人間界でパートナーを探す事にする。本来なら相性が100%良かったある受験生の女性のところに行くはずだったが、クモモの手違いで桃のところに運ばれ、彼女のパートナーになる。
実は『ごおるでん』の時点ではダアクが心の中におり、ミルモたちの前で表には出さなかったがダアクに支配されていた。封印されて力を失ったダアクが消えそうになるにつれ、精神がダアクと同化しかけていたヤマネの体に異変が起きて危険な状態に陥ったが、ダアクが完全に復活したことで解放され、一命を取り留めた。
『ちゃあみんぐ』では出番が非常に減少している。
梅園 桃（うめぞの もも）
声 - 下屋則子
アニメオリジナルキャラクター。松竹財閥に並ぶ大企業である梅園財閥のお嬢様。高飛車で、わがままな性格。抹茶と松竹が好き。
松竹のことを「お兄ちゃま」と呼び、楓たちのことをおばさん呼ばわりする。アプローチはかなり過激で手段を選ばない。好意を抱くようになったきっかけは、幼少期にいじめられていたところを助けてもらったこととされる。誕生日は2月3日生まれ。松竹に付きまとう楓（実際は逆）が嫌い。
クモモの配達ミスによって、ヤマネとパートナーになる。勤勉で健気なヤマネとは性格は正反対だが、仲は良い様子。
第2期『ごおるでん』でヤマネのパートナーになった。沙織とは異なりゲーム版には登場しない。
第3期『わんだほう』では第2期『ごおるでん』に比べて出番がかなり減少した。
『わんだほう』第29話「オトナになりたい」では魔法でオトナに変身した。ただし説明書を読まずに使用したため魔法による副作用でカエルになってしまった。その際にはヤマネと共に4つ目のクリスタル「美しさのクリスタル」を出現させた。
『ちゃあみんぐ』では最終話のエンディングのみに登場。

## サブキャラクター

### シリーズ全般に登場（妖精）

#### ワルモ団
アニメオリジナルキャラクター。5人組の悪者集団で、当初は洗脳されてダアクの手下にされていた。王国を乗っ取るために城に突撃しては、いつもマルモかサリアに返り討ちにされる。そこで第一王子であるミルモを倒すためあれやこれやと作戦を企てるが、根本的に詰めが甘くドジでマヌケな性格のため、後一歩のところでことごとく失敗に終わる。魔法陣のマークは普通は真ん中にハートがあしらわれている星型だが、黒魔法はそれらがそっくりそのまま逆さまに描かれている。主に額当てや旗に描かれていることがある。登場するたびイチローからシローがボケてゴローが突っ込む（またはその逆）のがお約束である。ワルモ団の台詞のほとんどは、イチローが先に言って、他の4人がイチローが最後に言った部分をまねする。年齢はバラバラらしく、ゴローが一番年下。一人称は5人とも「オレ」。正式名は「悪い力でミルモの里を段々困らせる組織」。
楽器は全員共に三味線。魔法を掛ける時の掛け声は5人とも、「ワルモでポン!」。発動時に流れる色は黒。ダアクから与えられた黒魔法の力は、5人合わせればアクミをも凌ぐほどの強力なもの。一度楓たちの町に住む楓以外の人間や妖精たちを全員操った事もある。しかしマヌケな性格が災いして、その力をほとんど悪戯にしか使えていない。楽器お休みしますでぃでは、彼らのみ楽器を休ませず、楽器を使えないミルモ達を苦しめるも、楽器の呪いによって三味線の中にしばらく封じ込められてしまい、ミルモ達からしっぺ返しを食らう。
尚、ダアク消滅後、アクミは黒魔法の力を失い本来の魔法の色に戻ったが、ワルモ団はダアクの呪縛から解放された後も、なぜか黒魔法を使用している。
人間界では木の枝やゴミなどで作った基地を拠点に活動するが、公園に置いているので猫などにすぐに壊されてしまう災難が多く、「無印」第64話では橋の下へ引っ越していたが、台風で川に流されてしまった事件がきっかけで公園へ戻った。
「無印」第59話では一度解散し、それぞれの道を歩むが、当時幹部見習いだったヤシチ達の介入で元の鞘に収まった。『わんだほう』第24話では全身ピンク色の衣装の「ヨイモ団」と名乗って良い事をしようと、かえって状況をややこしくしたり、『ちゃあみんぐ』第12話では裏通販アイテムで幽体離脱して幽霊となり、「ユレモ団」と名乗ってミルモを脅かすも、脱ぎ捨てた肉体をヤシチ達に悪戯されてしまい、いずれもミルモの「ケツアタック」で叩きのめされている。
『ちゃあみんぐ』第21話では、なんとかミルモを捕まえることに成功し、野球やバレーボールなどで遊んでいたが、楓にさよならを言いたいミルモの気持ちに同情して逃がしてやるが、結局ミルモの「ケツアタック」で叩きのめされた。実質的にミルモがウサギに変身する原因を作った張本人となり、後に元に戻ったミルモに逆襲された。
ワルモ団が5人になった理由は「たまたま出会っただけで5人になった」とイチローが言っている。この5人の他にもヤシチ達を幹部見習いにスカウトしており、「首領」と呼ばれていた（それに離反後も「扱い易かった」とジローが呟いていた）。
イチロー
声 - 伊藤健太郎
ワルモ団のリーダー。イメージカラーは赤で番号は1。眉毛は他の4人と比べて太く、尖っている。なお、ワルモ団に入る前は出前配達をしており、解散した時は八百屋を開いていた。ワルモ団をまとめているが、逆にジロー・サブロー・シロー・ゴローにおせっかいを焼かれることが多い。『わんだほう』第42話ではユリン（後述）に一目惚れし、結婚することになったが仲間を選び、彼女から身を引いた。
ジロー
声 - 杉山育美
ワルモ団の一人。イメージカラーは青で番号は2。いつもモノクルを掛けている。ワルモ団に入る前は大金持ちのセレブで、解散した時は元のセレブ生活を送っていた。ワルモ団の中では唯一の頭脳派だが、詰めが甘いため失敗することも多い。
サブロー
声 - 村井かずさ
ワルモ団の一人。イメージカラーは緑で番号は3。左頬にかすり傷がついているが、アニメ本編ではついていないことが多い。ワルモ団に入る前は工事現場で働いており、解散した時は運送屋を開いていた。また、ワルモ団の中では一番の力持ち。
シロー
声 - 小河正史（無印 - わんだほう）→太田哲治（ちゃあみんぐ、小河引退後）
ワルモ団の一人。イメージカラーはピンクで番号は4。覆面から茶色の揉み上げが出ているのが特徴。ワルモ団に入る前はアイドル歌手・花の子ルンタとして活動しており、解散した時も歌手として活動していた。ワルモ団の中では一番若いらしい。
ゴロー
声 - ひと美
ワルモ団の一人。イメージカラーは黄色で番号は5。黒い前髪がトレードマーク。ワルモ団に入る前は「グレートミドリ」のリングネームで覆面レスラーをしていたが、弱くて一度も勝ったことがなかった。解散した時は占い師をやっていた。また、ワルモ団の中では彼がひどい目にあうことが多い。ワルモ団の料理を作るのは彼である。一人ずれた発言をして突っ込まれたり呆れられたりする等、天然ボケな面を見せることも多い。

### シリーズ全般に登場（人間）
城戸 悦美（きど えつみ）
声 - 比嘉久美子
楓の親友。バレー部のキャプテン。読みきり時は中学1年生、連載時は中学2年生。
楓に笑顔のレクチャーをするなど、かなり心強い味方でもある。誕生日は3月4日生まれ。
初期は松竹の追っかけをしたり、銀河や桐生に興味を持ったりとミーハーな部分も。神名のことが好きで、原作最終回では彼と付き合い始めた。
前の家に住んでいた頃、寝ている時に顔の上をネズミに走られたことがあり、それ以来小動物の類が苦手。
土田（つちだ）先生
声 - 土田大
楓たちのクラスの担任の先生。
穏やかで優しい性格だが、アニメでは一時期、桐生をライバル視しており、普段は見せないような怒りの表情を見せることもあった。犬とウサギを飼っている。
平井（ひらい）
声 - 伊藤健太郎
松竹家に仕える執事。かなり小さい頃から松竹の面倒を見ていたため、すっかり「お坊ちゃま愛」で、彼がピンチになるとどこからでも駆けつける。
漫画では安純の恋人候補に選ばれ、アニメでは宿命のライバルであり同期の星野を気にしているところがあり、『ごおるでん』終盤において、沙織のフルートの音色で「好きだ」と互いに告白し、更に星野を気にするようになっていた。常にサングラスを掛けているが、サングラスを外すと実は「絵にできない」ほどの美形。
ボディーガード養成学校（ボディ校）出身。
星野（ほしの）
声 - 橘U子
アニメオリジナルキャラクター。梅園家に仕える執事の女性。平井と同じボディ校出身で、平井とは宿命のライバルだが平井を意識しているところもあり、『ごおるでん』終盤において、沙織のフルートの音色で互いの思いの丈を告白し、更に平井を気にするようになっていた。
日高 瑞希（ひだか みずき）
声 - 進藤こころ
小学生で安純の弟。姉と比べて礼儀正しい性格だが、少々生意気なところがある。アニメでは超常現象やUFOが大好きでそれを調査する為に「不思議大好きクラブ」（略してF.D.C）を結成、その隊長として仲間と行動している。安純の周りで起きる超常現象（ヤシチ達の行動）に興味を持ち、彼女の秘密を暴こうと手持ちのビデオカメラで監視したりしている。
不審な行動を繰り返す安純のことを怪しく思っている。
原作では2コマ、1コマだけの登場だが、アニメでは頻繁に登場する。

### 主に無印からごおるでんにかけて登場
ネズミ / ラット
声 - 愛河里花子
アニメオリジナルキャラクター。ヤシチのいとこで、ヤマネの兄である忍者妖精。楽器はホラ貝（学年誌より）。衣装は青。頬のマークは稲妻。忍術の腕はヤシチは勿論のこと、妹のヤマネをも凌ぐ。かなり嫌味な性格で、ヤシチからはあまりよく思われていないが、妹のことは何よりも大切に思っている。
忍術の腕は高いがアニメで魔法を使った事は無く、魔法で戦う事を苦手にしている節がある。本来は妖精学校に通う年齢（「無印」38話）だが、学校には通わず修行の旅に出ている。武器はヤシチ達は手裏剣を使うが、ネズミはクナイを使用する。現在は黒髪だが、初登場時は茶髪だった。一人称は「拙者」だが、ラット時は「オレ」。
『ごおるでん』ではダアクに寄生されたヤマネを救うため、不本意ながらもダアク復活のために手下となった。何も知らないヤマネに悟られないために素性を隠し、「ラット」と名乗ってアクミと共に何度もミルモたちと対立していた。ラットの時は楽器ではなく、ダアクから与えられたカラクリガンで戦っている。普段の口調は「 - ござる」だが、ラットの時は普通の言葉使いで話していたりと、二つの口調を完全に使い分けて正体を隠していた。その正体が明かされるまで声優が誰なのかは非公開であった（エンドロールでもラットの部分だけ「？」となっていた）。
アクミやワルモ団とは異なり洗脳されていない為、カラクリガンには黒魔法が宿っているが、彼自身は黒魔法を使用出来ない。
相手の事はミルモやアクミ、妹のヤマネや従兄弟のヤシチなど家族や特定の妖精に対しては名前か肩書きで呼ぶが、それ以外の相手（特に人間）に対しては名前で呼ぶ事は無い（作中で彼がサスケとハンゾーを名前で呼ぶシーンは無かった）。
人間に理解があるヤシチやヤマネとは異なり、人間に理解が無く、妖精と人間がパートナーになる事を快く思わない節があり、ヤマネが桃とパートナーになり、人間界にいる事やヤシチの元で修行をする事を当初は快く思っていなかった。人間に対しては楓や沙織はフルネームで呼ぶ。
ダアクとの最終決戦が終わった後は、再び武者修行の旅に出た。
ダアク
声 - 小杉十郎太
かなり凶悪な悪魔。原作では実体の無い姿（ミルモや楓曰く「黒いまりも」）や銀河の買ってきたヒヨコのぬいぐるみで登場。その後、妖精姿を見せる。現在は銀河と和解し、ヒヨコのぬいぐるみに入って過ごしている。一人称は「私」。
幼くして家族を亡くした銀河に様々なことを教えてあげたため、銀河からはかなり愛されている。妖精姿は少々安純に似ており、黒い帽子とマントに、月と十字架を合体させた杖を持っていた。妖精界・人間界を支配しようと銀河を伝って計画を進行させていたが、ミルモ達に敗れた。里を滅ぼそうと思った理由は「失恋したから」というかなり迷惑なもので、これを聞いたミルモや楓も唖然としていた。アニメ版とは異なり、原作ではミルモに倒された後も生存している。
アニメ版では人型で登場。大昔に人々の負の感情から生まれた悪魔であり、非妖精。ガイア族との死闘の末に封印された。ある日アクミが偶然にも封印の場（ハイエナの森）に来てしまい、彼女やワルモ団を洗脳し黒魔法の力を授け、ワルモ団のミスで妖精界の時が止まった隙にアクミによって封印から解き放たれた。その後はガイア族が手を出せない人間界に移動し、世界的に有名なフルート奏者の沙織を操って力を蓄えていた。普段は沙織の家の鏡の中に潜んで、アクミたちに指示を出しているが、自身も沙織を通じて密かにアクミたちを手助けしている。
表向きでは部下に対しても信頼した様子で接しているが、その本性は完全復活の為ならば手段を選ばず、用が済めば部下でさえも平然と捨て駒にし、人間を当然の如く酷使して悪の心を集めさせるなど極めて利己的かつ冷酷な性格の持ち主。しかし、どこかコミカルで間の抜けた一面を見せることも多々ある。
その目的は、人間に幸福を与え善の心を呼び起こす存在である、妖精および妖精界の消滅。「無印」の最後でミルモたちやガイア族によって再び封印されるが、封印される直前にすれ違ったヤマネの中に精神だけが入り込んだ。『ごおるでん』では完全復活を果たすためにヤマネの兄であるネズミ（ラット）や、アクミなどを利用して再びミルモたちと対立。そして再び沙織を操るためにターゲットをミルモから楓に変更している。水溜まりや手鏡、民家の窓やトイレの鏡などのつるつるして姿が映るものならお構い無しに移動してアクミたちに指示を出し、自身は沙織の恩師である桐生に成りすまして楓たちの学校に教師として赴任し、沙織やミルモたちを監視していた。最終的には完全復活を果たして妖精界を消滅させかけるが、ミルモたちの魔法がかかった沙織のフルートの音色によって人々の負の感情が消えていき、さらに沙織の言葉で自身に善の心が生まれ、温かい光に包まれながら消滅した。
桐生 拓海（きりゅう たくみ）
声 - 神谷浩史
アニメオリジナルキャラクター。沙織の幼い頃のフルートの教師で、『ごおるでん』の序盤で楓たちの学校に音楽教師として異動してきた。沙織にフルートを教えていたのは10年ほど前だが、彼女の記憶と全く変わっていないほどの若く整った顔立ちを持ち、更にスタイルもよく温厚で優しい性格な為、女子生徒からとても人気がある。一方でかなりのドジで、少々間抜けな一面がある。沙織と同様に、妖精のパートナーがいないにもかかわらず妖精を見ることができ、沙織との再会をきっかけに楓やミルモたちとも親しくなった。一人称は「僕」。
実は沙織と再会し、楓やミルモたちと関わっていた桐生は偽者で、その正体はダアク。正確に言えば、ダアクが沙織の記憶の中にあった「桐生拓海」をコピーして作りだした分身で、ドジであった本物の性格を利用してミルモたちを密かに妨害しつつ、力を取り戻すために沙織を再び操る機会をうかがっていた。桐生に妖精が見えていたのは、彼自身がダアク本人であるため。
後に沙織が自分に好意を抱いていることを察し、その想いを利用して楓と沙織の友情を引き裂くため、楓に好意を寄せる振りをし、2人だけでなくその周りの仲間との溝を作った。そのことで薄々正体に気付き始めた結木に問い詰められるが、ダアクとしての本性を露にし、口封じのため学校の鏡の中に彼とリルムを閉じ込めた。沙織が出る世界音楽祭に、ドイツにいた本物の桐生が応援のために楽屋まで駆けつけた事で、沙織に偽者であったと気付かれたが、楓との絆を失った沙織を再び操り自身の復活を成功させた。
偽者の桐生は沙織が幼かった時の姿であるため、本物はもっと老けており、世界音楽祭で沙織と再会するまではドイツで子供達にフルートを教えていた。『ごおるでん』の最終回で本物の桐生は沙織をドイツ留学に誘い、彼女と共に日本を発った。
『わんだほう』でも本物が登場するが、昔と変わらずドジで間抜けである。また、妖精は見えない。

### 主にわんだほうで登場
タコス
声 - 水田わさび
アニメオリジナルキャラクター。人間界でもなく、妖精界でもない「クリスタルランド」から来た、最新鋭の電子頭脳を搭載した超高性能知能ロボット。関西弁で話し、クリスタル研究家を自称する。妖精ではない為、普通の人間にも姿が見える。一人称は「ボク」。
正式名は「タンタロリン・チンチロルン・コロコロコロッパ・クルルップ・スッテケテー・トットコピー864号」。
修理部品さえもない旧式ロボット。口からいろいろな道具を出すことが出来る。大臣たちからの指令で、人間界に散った願いを叶える為のクリスタルを集めるためやって来た。そこで偶然ミルモたちと出会い、妖精とパートナー人間の可能性を見出し、楓たちにクリスタル探しを頼み、クリスタルを手に入れる為に彼らを利用したがその後、大切な恋人であるハナコちゃんを生き返らせる為にクリスタルを集めたと真相を知ったミルモ達の協力でハナコちゃんを救うことが出来た。タコ扱いされるのを嫌がるが、それ以上にイカ呼ばわりされたり、「イカ」と聞くと凶暴な性格に豹変して暴れ出す。その凶暴ぶりはワルモ団にも「凶暴女（安純）よりも恐ろしい」と称され、ひどく恐れられている。
妖精では無く楽器も持っていないが、なぜかマグカップを通じて妖精界へ行ける。
現在はクリスタルランドの王様をしている。ミルモ達からは「タコ」と呼ばれ、沙織から「タコスケさん」と呼ばれた。
イカス
声 - 岡野浩介
アニメオリジナルキャラクター。タコスと同じ世界から来たロボット。一人称は「ボク」。
正式名は、「イーナイーナ・ソーネソーネ・カルボナーラ・ペスカトーレ・サラサラスー・ホロホロヒー291号」。
タコスよりも新型で電子頭脳の性能が良い。タコスとは違って、口ではなく頭の帽子のような物からいろいろな道具が出すことが出来る。
女好きでナルシストの気があり、女の子には見境なしにナンパを繰り返す。タコスに対して嫌味を言うため嫌われている。目的のためなら手段を選ばないが、決して非情ではなく、楓たちの行動に心を打たれて協力する時もある。ミルモ達からは「イカ」と呼ばれている。
タコスが国王になった後は嫌々ながも大臣として働いていた。『わんだほう』最終回ではリスやウサギ達と一緒にラブラブになったマリンとフォーレを祝福する。
ハナコちゃん
声 - 水田わさび
アニメオリジナルキャラクター。タコスの恋人。タコスと同型ロボットで、彼のことを「タコハチくん」と呼んでいる。
正式名は「タンタロリン・チンチロルン・コロコロコロッパ・クルルップ・スッテケテー・トットコピー875号」。語呂合わせでこう呼ばれるようになった。
爆撃に遭い、バラバラに破壊されてしまうが、『わんだほう』終盤において敵国のライオン型ロボットに彼女の心臓とメモリーが流用されていたことが判明する。最終的にはクリスタルの力でかつての姿を取り戻した。現在はクリスタルランドの女王に就いている。

### 主にちゃあみんぐで登場
久米田 邦男（くめた くにお）
声 - 太田哲治
アニメオリジナルキャラクター。「週刊おちゃちゃ」のカメラマンで、安純をモデルにしようと写真を撮りにくる。芸人の波田陽区のような「 - じゃな〜い」が口癖。クネクネしており、安純からは「くねたくねお」と呼ばれている。

## 妖精界

### ミルモの家族・家来
マルモ
声 - 中博史
ミルモとムルモの父親であり、ミルモの里の国王。楽器は大太鼓。好物はバナナシェイク。発動時に流れる色は濃い虹色。マグカップの色は赤。頬のマークは楕円。
息子であるミルモ同様かなりわがままだが、妻のサリアには頭が上がらず、妖精界で嵐が起きた時は、大抵マルモがサリアを怒らせた時である。
それでも夫婦仲は非常に良く、妻であるサリアをとても大事に思っており、晩餐会でサリアとのダンスを披露しようと、彼女に恥をかかせないようにサリアの肖像画でダンスの練習をしたり、サリアがしゃっくり病を患った際も彼女に付き添っていた。
敵に対して寛大であり、ワルモ団や当時のアクミやヤシチ達を国家反逆罪で逮捕する事はしない（ワルモ団に関しては、幾度か投獄している）。
サリア
声 - 菊池いづみ
ミルモとムルモの母親であり、ミルモの里の王妃。楽器はハープ。好物はパフェ。マグカップの色は紫。頬のマークはハート。
とても物静かで常に優しい微笑みを絶やさないが、怒らせると「サリア台風」（アニメ版は「怒りのパワー」）と呼ばれるほどの凄まじい嵐を起こしたり、対象物に雷を落としたりする（主にマルモ）。その威力は凄まじく、楓がガイア族からもらったマイクの力をもってしても防ぎきれないほど。なお、その怒りのパワーはムルモのしょっかくビーム同様、楽器お休みしますでぃでも使えており、楽器を休ませずに城に突撃して来たワルモ団を返り討ちにした。
「しゃっくり病」という病気を患い、一度生死の境を彷徨ったが、ミルモとムルモが深海からもってきた薬草のおかげで九死に一生を得た。また、裁縫が下手である。
バラモ
声 - 京田尚子
アニメオリジナルキャラクター。ミルモとムルモの父方の祖母で、マルモ国王の母。人間が嫌いでガンコな性格。楽器は二胡。
大臣
声 - 樫井笙人
ミルモの城に仕える大臣。マルモが子供の頃から王家に仕えていた。
ゲンパ
声 - 平野俊隆
アニメオリジナルキャラクター。ミルモの城に仕える医者。楽器は尺八。
ティーチャ
声 - 弥永和子
アニメオリジナルキャラクター。ミルモの王国家庭教師。楽器はアルプホルン。

### 妖精学校
基本的に先生は全てアニメオリジナルキャラクター。
エンマ
声 - 上田敏也
ミルモのクラスの担任教師。いつもダジャレを言っては周囲を寒くしている。楽器はでんでん太鼓。発動時に流れる色は銀色。
タイン
声 - 鈴木清信
妖精学校の理科教師。頭にはビーカーが付いている。
タイク
声 - 徳本恭敏
妖精学校の体育教師。楽器はホイッスル。
ナーシ
声 - 小林優子
妖精学校の保健の先生（いわゆる養護教諭）。
ザマス
声 - 城雅子
少し恐い妖精学校の文学教師。

### ミルモのクラスメイト
ペータ
声 - 比嘉久美子
演 - 逢田珠里依
ミルモの親友であり幼馴染。かなり涙もろい。「 - だべ」が口癖。
アニメではマグカップが壊れてしまい、一時は出られなくなったこともある。
楽器はシンバル。好物はドーナツ。アニメで発動時に流れる色は黄土色。マグカップの色は緑。
ビケー
声 - 菊池いづみ
演 - 藤沢莉子
妖精界一の美形らしく、ナルシストで、女の子達から高い人気を集めている。アンナとは幼馴染で、後に両思いになった。
楽器は角笛。好物はモンブラン。アニメで発動時に流れる色は青。マグカップの色はターコイズブルー。
マンボ
声 - 根本圭子
演 - 高橋舞
小心者で毎回損な役割が多い不憫なキャラ。周囲と変わった感性を持ち、「かっこ悪い」と周りからよく馬鹿にされて、その度「かっこ悪いって言うな〜!」と反論する。アニメでは優しい姉（後述）が登場し、そのことを気にし、楓に格好良くなる方法がないか相談した。
楽器はバンドネオン（アコーディオンの原型）。好物はこんぺいとう。アニメで発動時に流れる色はコバルトグリーン。マグカップの色は濃いオレンジ色。
ガビン
声 - 城雅子
演 - 大西葵
ネガティブな性格で常にマイナス思考な妖精。「ガビーン」が口癖。
楽器はハーモニカ。好物は風船ガム。アニメで発動時に流れる色は明るい紫。マグカップの色は暗い紫。
アンナ
声 - 池田千草
妖精学校一番の秀才。よく図書館にいる。実はビケーの事が好きで、後に両思いになった。
楽器はエレクトリック・ギター。好物はアップルパイ。アニメで発動時に流れる色は薄い朱色。マグカップの色はペールピンク。
インチョ
声 - 岩田光央
ミルモのクラスの学級委員長。眼鏡をいつも光らせている。何事でも計算して行動するが、失敗することもしばしば。
楽器はピアノ。好物は饅頭。アニメで発動時に流れる色は群青色。マグカップの色は深緑。
ライチ
声 - 石村知子
他の妖精のうわさが好きな妖精。口紅を塗っている。楽器はカスタネット。好物はグミ。マグカップの色は赤紫。
ムーン
演 - 山田杏佳
アニメでは、無口で無感情な妖精。楽器はオカリナ。好物はミステリアスシャーベット。マグカップの色は薄い青紫で、注ぐ飲み物は青汁。原作でのパートナーは真田良。原作、ゲーム版では喋るが、アニメでは無口である為喋らない。原作とアニメで、大きく設定が違うキャラクターの一人である。
ミステリアスな雰囲気に惚れた女の子からよく告白され付き合うが、笑うのが苦手であり、そのせいで女の子に逃げられてしまう事が多い。
考え事をしていると自分の世界に入り込んでしまい、一時停止することがよくある。
アニメには普通に登場していたが、台詞がないため担当声優はいない。また、妖精学校に転入してきた楓に対して顔を赤らめていた。
オチョー
声 - 白倉麻子
家は妖精界一のお金持ち。おしゃれさん。楽器はバイオリン。
チャイ
声 - 村井かずさ
辛い物が好きで、商売上手な妖精。カンフーの達人でもある。楽器は銅鑼（どら）。

### リルムの家族
ラルム
声 - 園部啓一
リルムの父。王家とは親戚同士。
リィナ
リルムの母。とても明るいお母さん。
ルルム、レルム、ロルム
リルムの妹と弟で三つ子。
ユリン
声 - 大前茜
アニメオリジナルキャラクター。リルムのいとこの姉。リルムやミルモから慕われているが、若干世間知らずなところがある。一度ワルモ団のイチローと互いに一目惚れし、結婚しそうになった（破局したその後、なぜかゴローとラブラブになっていた）。

### ヤシチ関連
オトメ
声 - 荒木香恵
アニメオリジナルキャラクター。ヤシチの事が好きな妖精。ヤシチの初恋相手。見た目は可憐な女の子だが、実態は男。楽器はフルート。時折髭が伸びてしまい、その際には地の声が出る。

### ミモモショップ
妖精グッズ等を扱う、妖精界きってのお店（妖精界のよろずやのようなものである）。楓たちの学校の屋上にある（妖精をパートナーにしていない人間にはミモモショップの存在は知らない）。楓たちもミモモショップに入店の際には妖精に変身する。パートナーを求める妖精の為に人間にマグカップを渡すことも専門としており、また妖精が二つの世界を行き来するためにマグカップを両方の世界に配達するため、妖精界と人間界を繋ぐ架け橋のような存在である。
妖精がパートナーに選んだ人間の前にミモモショップが現れ、人間にその妖精のマグカップを買わせる流れになっている。その際人間は一種の催眠状態になり、結木、安純、はるか、桃はミモモショップに入りマグカップを見ると催眠状態になったが、楓、住田はマグカップを見ても催眠状態にはならなかった為、例外も存在する。
店員は全員、人間界に配達するときには人間の姿に変身し、どこからでも登場する（クモモが楓のポケットや安純の服の中から登場したり、ミモモがタンスや机の引き出しから登場する）。また通信販売の「ミモモの妖精なんでも通販」も行っている。
一方で妖精暗黒商品も取り扱う「裏ミモモショップ」も兼ねており、当初のヤシチ（ワルモ団離反前）やワルモ団が来ると察してミモモショップから裏ミモモショップに早変わりする。裏ミモモショップの通信販売も「妖精暗黒通信販売倶楽部」として行っている。裏ミモモや裏クモモが怪しげな口調になるのも裏ミモモショップの特徴である。
ミモモ
声 - 柚木涼香 / 中博史
アニメオリジナルキャラクター。容姿はタヌキ。体の色はピンク（ただし初期のOPでは茶色だった）。ミモモショップの店長で商売の天才。
人間に変身した時の姿は太った男性のような姿に変身し、「お届け物ですー」と言って渡す。この姿で最初のオープニングで全身が写っている。一時期、コミモモ出産のために休養していた。父親か母親かは不明。
裏ミモモ
ミモモが裏商売を行うときの姿で、変なグッズを売っている（妖精暗黒通販でも同様）。サングラスをかけて背広風のエプロンで登場。コミモモもサングラスをかけている。

クモモ
声 - 高田由美
アニメオリジナルキャラクター。ミモモが休養している間、アルバイトとしてミモモショップで店長代理を務めた。口調は「〜クモ」。かなりのドジッ娘かつ、おっちょこちょいで、ヤマネのパートナーを取り違えて桃に配送したり、注文した商品を間違えるミスをしている。その一方でお菓子作りが得意で料理教室も開講するほどの腕前である。
人間の時の姿は細身で顔色の悪い女性の姿に変身し、「すいませーん」と言って渡す。ミモモ復帰後も引き続きアルバイトとして働いている。
裏クモモ
クモモが裏商売を行うときの姿で、裏ミモモ同様にサングラスをかけて背広風エプロンやリボンも黒ずくめで登場。

### ミルモ族
デンタ
声 - 小杉十郎太
アニメオリジナルキャラクター。妖精界での名医（歯医者）。有能だが怖いため、ミルモらは彼を苦手としている。ツツジ先生に好意を寄せている。楽器はハンドベル。
ドクタ
声 - 小西克幸
アニメオリジナルキャラクター。妖精界の科学者。メカモを作った。
メカモ（メカミルモ）
声 - 小桜エツ子
ドクタが作ったミルモそっくりのロボット。飛行時のうちわは腕の中に収納されている。妖精界におけるワルモ団の基地を破壊した張本人。
コムギ
声 - 間宮くるみ
アニメオリジナルキャラクター。とても明るいが、呪いの妖精。
キャップ
声 - 笹本優子
アニメオリジナルキャラクター。妖精学校の野球部のキャプテン。ボーイッシュな女の子。
コロロ
声 - 野田順子
アニメオリジナルキャラクター。争いごとが起きると、すごろくで決めるように進める妖精。楽器はサクソフォン。
ワカバ
声 - 川上とも子
「ちゃお」で読者から募集された妖精。妖精新聞の記者。
トモン
声 - 水橋かおり
「ちゃお」で読者から募集された妖精。妖精新聞のカメラマン。
チーエ
声 - 渡辺真砂子
「ちゃお」で読者から募集された妖精。妖精新聞の記者。
テムズ
声 - 櫻井孝宏
アニメオリジナルキャラクター。妖精界の探偵。しかし、どこかずれている。楽器はチェロ。
ピカリ
声 - 神田理江
アニメオリジナルキャラクター。妖精界で一番の掃除好き。楽器はピッコロ。
ミレン
声 - 下野紘
アニメオリジナルキャラクター。アクミの元恋人。楽器は笙。
ソフト
声 - 清水愛
アニメオリジナルキャラクター。マリナのパートナー。楽器はコルネット。魔法で柔らかい物しか出せない。方向音痴。
ハルノ
声 - 小林けい
アニメオリジナルキャラクター。語尾に「 -なの」とつける。シールが大好きでたくさん集めている。
シャンボ
声 - 的井香織
アニメオリジナルキャラクター。桃をパートナー候補に選んでいたが、クモモの手違いでヤマネのパートナー候補だったガリ勉の女性に呼ばれてしまった（しかし本人もパートナーとなった女性もあまり気にしていない）。マグカップに注ぐ飲み物はシャンパン。
ビクル
声 - 神代知衣
アニメオリジナルキャラクター。乗り物妖精で自転車競争に出場していた。
アロマ
声 - 望月久代
アニメオリジナルキャラクター。ムルモの婚約者になる予定だった妖精。少しおっちょこちょい。好物はポップコーン。
ラブリ
声 - 太田哲治
アニメオリジナルキャラクター。妖精界で人気のヘアーメイクアーティスト。楽器はキーボード。
アテネ
声 - 進藤こころ
アニメオリジナルキャラクター。運動が苦手だが、パートナーを励ますためにフェアリンピックに出ていた妖精。
ホトス
声 - 土田大
アニメオリジナルキャラクター。いろいろな妖精の大会で実況中継している。
ハーモ
声 - 三輪勝恵
アニメオリジナルキャラクター。ローレライにいた妖精の幽霊。
ルンバ
声 - 石村知子
アニメオリジナルキャラクター。マンボの姉。弟思いの優しい性格。楽器はパンパイプ。
カメリ
声 - 生天目仁美
アニメオリジナルキャラクター。お菓子の漬物を作る妖精。パピィの友達。
パパン
声 - 堀内賢雄
アニメオリジナルキャラクター。妖精界で知られている大泥棒。変装が得意。楽器はティンパニ。好物はプリン。
カモモ
声 - 緒方賢一
アニメオリジナルキャラクター。カモモショップという店を開いていたが、だいたいの新商品はミモモショップの盗作品だった。今はミモモショップと統合している。
天界長
声 - 中博史
妖精天国の天界長。物知りらしい。パンタに「店長」と呼ばれている。原作9巻の「ものしりおじいちゃん」がモデル。
アモン
声 - 中村秀利
アニメオリジナルキャラクター。怪しい門に願いを叶えに来た妖精を妖精地獄に連れて行くために待っている。楽器はバグパイプ。
デッスー
声 - 山口勝平
アニメでは自分の体を取り戻すために魂狩りをしていた妖精で、うちわを使って飛ぶ。原作では4巻で、楓が妖精毒によって死んだ際に登場。楽器は琵琶。原作では頬の模様は「死」の漢字だが、アニメでは死神の鎌のマークに変更されている。
笑顔が自慢らしく、礼儀正しい。原作では元々死神だが、アニメでは本来は普通の妖精で、呪われ生気を吸われた事によって、死神に変えられてしまった過去がある。現在はクリスタルの力により、生気と自分の体を取り戻し、死神から本来の妖精の姿に戻った。
アラマ
声 - 不明
アニメオリジナルキャラクター。噂好きの妖精。ワルモ団をバカにしている。
マアマ
声 - 高科久美子
アニメオリジナルキャラクター。アラマと同じく噂好きの妖精で、ワルモ団をバカにしている。
ツツジ
声 - 倖月美和
妖精界の幼稚園の先生。とても優しく美人な女性で、ミルモの初恋相手。アニメ版ではデンタから好意を寄せられている。好物は蒸しパン。
幼稚園園児たち
ロクロー（声 - 下和田裕貴）、シチロー、ハチロー（声 - 飯島美春）、クロー、ジュウロー、ジュウイチロー
妖精界の幼稚園の園児。ワルモ団によって人間界に連れ来られた上に、勝手に名前を付けられたが、ワルモ団には懐いてしまっている（エンディングで役名としてロクローからジュウイチローとして紹介されている）。
ワルモキッズに仕立てられそうになるも、ミルモやツツジたちに連れ戻されて妖精界に戻った。またデンタの歯磨き教室で歯磨き嫌いの園児をワルモ団がまたもさらったが、ミルモやデンタたちによって連れ戻された。やんちゃなためにワルモ団も手に負えないくらいのいたずら好きで、毎回ミモモショップを破壊している。

### グルミ族
全員アニメオリジナルキャラクター。キンタは原作の終盤で登場している。アンリとセンリは原作者が考えたキャラクター。アニメではパンタがグルミ族である事を、示唆する描写がある。
キンタ
声 - 野沢雅子
リルムの事が好きなグルミ族の妖精。訛った口調で喋る。その風貌は金太郎に似ている。楽器は鼓。リルムの事は「リルムしゃん」と呼ぶ。
アンリ
声 - 新谷恵
センリの双子の姉でグルミ族の妖精。楽器はリコーダー。
センリ
声 - 黒田弥生
アンリの双子の弟でグルミ族の妖精。楽器はアンリと同じくリコーダー。
ポンタ
声 - 柳瀬なつみ
臆病者のグルミ族の妖精。掃除が得意。キンタの弟分。
チョウロ
声 - 篠原大作
グルミ族の長老。

### ガイア族とそれに属する者
全員アニメオリジナルキャラクターだが、原作ではミルモとリルムの結婚式の時に呼ばれた。原作者がデザインを手掛けている（7巻）。

#### ガイア族
彼らは名前の通り妖精界の重要な機能を数千年間管理する神で、全員が可愛らしい外見に反して巨大な力を持っている上に、他の妖精とは違い空中浮遊することができる他、5人共楽器なしでも魔法がつかえる。5人での魔法の時の掛け声は「ガイアでポン!」。ガイア族は人間界に直接手を出す事は不可能であるため、ダアクが人間界で力を付けてきた時は、ミルモたちを自分たちの代わりにダアクを倒す者として選んだ。
フィア
声 - 水田わさび
炎のガイア族の妖精。好物は焼き芋。口うるさく、わがまま。怒ると頭の上の炎が爆発して焼き芋ができる。単独での魔法の時は噴火を起こし、掛け声は「フィアでポン!」
アクア
声 - 小林希唯
水のガイア族の妖精。好物は水飴。温厚な性格だが、変な生き物を飼っている。他の妖精とは異なり、目にハイライトがある。単独での魔法の時は洪水を起こし、掛け声は「アクアでポン!」
ウィン
声 - 石川静
風のガイア族の妖精。好物はソフトクリーム。能天気で、独特の口調で話す。単独での魔法の時は竜巻を起こし、掛け声は「ウィンでポン!」
ドンタ
声 - 芝原チヤコ
土のガイア族の妖精。好物は団子。寡黙で、口調になまりがある。単独での魔法の時は地震を起こし、掛け声は「ドンタでポン!」
ピクモ
声 - 松来未祐
雲のガイア族の妖精。好物は綿飴。ガイア族の中では紅一点で、非常に温厚。雲の髪留めをしており、落として探すのが非常に大変。単独での魔法の時は雷雲を起こし、掛け声は「ピクモでポン!」

#### ガイア族に属する者
トプル
声 - 下山吉光
楽器を作ることができる、他の妖精たちよりも比較的大きな妖精。楽器は音叉。長い間生きている為か、時間の感覚は百年単位になっており、かなりのんびりでマイペース。
妖精たちが使っている楽器は全て彼が作ったもので、新しく生まれる妖精たちの分の楽器を作り、それをガイア族が魔法によって花の中に眠る赤ちゃんの妖精のもとへ運んでいる。

### 心の扉の番人
全員アニメオリジナルキャラクター。
キョウラ
声 - 叶恭子
ミルモの心の扉の番人である、ごおじゃす妖精姉妹の姉。
ミカリ
声 - 叶美香
ミルモの心の扉の番人である、ごおじゃす妖精姉妹の妹。

### 時の妖精
全員アニメオリジナルキャラクター。ゲームにも登場している。
クロロ
声 - 保志総一朗
時の騎士。力持ちだけど不器用。性格も不器用。
コヨミ
声 - 早水リサ
時の巫女。クロロの事がすき。アニメではチックに告白されるが、「クロロ様が好きだから」と、あっさり振ってしまうも、「友達」としての関係におさまる。
ジダイ
声 - 北村弘一
時の賢者。女の子が大好き。
チック
声 - 坂本千夏
時の魔術師。目的達成のためなら何でもやる。アニメではコヨミが好きという設定だったが、ゲームではアクミのことが好きという設定になっている。
アニメではかつてコヨミの誕生日に悪戯を仕掛けたせいで彼女に嫌われてしまい、それを負い目に感じていた。自身の思いを伝えるも、あっさり振られるが「友達」としての関係におさまり、和解する。
チムル
時の占星術師。怒ると説教癖が出る。
ベルル
時の神官。恐ろしい力を持つ時の妖精のリーダー。
ミライ
声 - 小河正史
時の詩人。ナルシスト。
ワッチ
時の僧侶。礼儀正しい。

### ペット妖精
モンガ
声 - 比嘉久美子
ミルモのペット妖精。空を飛べる。
ゴンタ
声 - 下山吉光
アニメオリジナルキャラクター。ヤシチのペット妖精。
ケパパ
声 - 水田わさび
ミルモのペット妖精。相性占いが得意。
ハナナ
声 - 村井かずさ
アニメオリジナルキャラクター。ミルモのペット妖精。においを嗅ぎ分け人を探すことが出来る。
マサコ
声 - 野沢雅子
アニメオリジナルキャラクター。キンタのペット妖精。
モグ
声 - 村井かずさ
アニメオリジナルキャラクター。リルムが魔法で感情を宿した人形。食いしん坊。
モグル
声 - 河本邦弘
アニメオリジナルキャラクター。ペット妖精でアクミにモンスターに変えられていた。
ケロポン
声 - 伊藤健太郎
アニメオリジナルキャラクター。普段はおたまじゃくしの姿だが、アクミの黒魔法で蛙の姿になっていた。
ガチョーン
声 - 比嘉久美子 / 小杉十郎太
アニメオリジナルキャラクター。ペット妖精でアクミにモンスターに変えられていた。超音波を出す。しかし鳴いている途中でミルモたちに邪魔をされたが、観客の負の感情を吸い取り、強化した。妖精と妖精が見える人間にダメージを与える音波を出すが、一般人には聞こえない。
ドラオ
声 - 下山吉光
アニメオリジナルキャラクター。バラモのペット妖精。

## 登場人物の家族・関係者
南 もみじ（みなみ もみじ）
声 - 村井かずさ
楓のお母さん。ちょくちょく旅行にも行くようで、読み切りではミルモのマグカップも彼女がアンティークショップで見かけて買ってきた。
南 正高（みなみ まさたか）
楓のお父さん。原作のみ登場。とても温厚で笑みを絶やさない。
松竹のママ
声 - 山口由里子
松竹のお母さん。どこか忘れっぽいところがあるらしい。
松竹のパパ
声 - 土田大
松竹のお父さん。
ともこ姉さん
声 - ひと美
松竹の従姉のお姉さん。
悠太くん
声 - 川田妙子
ともこ姉さんの子供。なぜか妖精が見えるらしく、騒動を経てムルモと仲良くなった。襟巻き印の粉ミルクが大好物。
松竹防衛隊
声 - 松林大樹他
松竹家で働く松竹香のお世話係。黒色のスーツにサングラスを全員かけている。
住田のママ
声 - 大原さやか
住田のお母さん。
住田のパパ
声 - 鈴木琢磨
住田のお父さん。
住田 ちか、住田 ゆか
声 - 久嶋志帆（ちか）、ひと美（ゆか）
住田の双子の妹。2人とも兄のことが大好きで、いつも一緒にいる。
はるかの母
声 - 葛城七穂
はるかのお母さん。
城戸 ゴンゾー
声 - 長島雄一
城戸悦美の祖父。天才花火職人。

## 中学校の生徒・教師
神名 一（かんな はじめ）
声 - 櫻井孝宏
悦美によくちょっかいをだしてくるが、それは彼女が好きだからこその意地悪。テニス部所属。原作では悦美と付き合い始めた。好物はトマトジュース。
松竹親衛隊
声 - 根本圭子、久嶋志帆、三宅華也他
松竹の好きな女子生徒。ゴミ箱のなかでも掃除ロッカーからでも現れる神出鬼没な女の子達。
福田 ひろ子
声 - 根本圭子
楓のクラスメイト。二年生のバレー大会の時のメンバー。
中村 よし子
声 - 白倉麻子
楓のクラスメイト。二年生のバレー大会の時のメンバー。
赤坂 多恵子
声 - 夏樹リオ
バスケット部のキャプテン。安純と同じぐらい自己中心的な性格である。
英語の先生
声 - 下山吉光
楓たちの学校の英語の先生。
体育の先生
声 - 熊谷正行
楓たちの学校の体育の先生。
保健の先生
声 - 柚木涼香
楓たちの学校の保健の先生。

## その他の人間
理恵
声 - くまいもとこ
ヤシチの新しいパートナーになりかけた少女。16歳。安純と正反対におしとやかで優しい性格。
直美
オトメの元パートナー。パリへ絵の勉強に向かうとき、オトメの幸せを願ってパートナーの縁を切った。
真里奈
声 - 荒木香恵
ソフトのパートナー。実家は喫茶店。
山久保 レイ
声 - 城雅子
アテネのパートナーで、陸上選手。
キサラギ リョウ
声 - 宮田幸季
アニメ内のテレビの芸能人。顔立ちが結木にそっくり。
白鳥 アイ
声 - 村井かずさ
アニメ内のテレビの芸能人。キサラギリョウが好き。
筒井監督
声 - 鈴木清信
アニメ内のテレビの監督。
華厳河原プロデューサー
声 - 高木渉
アニメ内のテレビのプロデューサー。
浅賀 栗栖
声 - 青野武
超有名な推理小説家。名前はアガサ・クリスティから。
島崎 忍
F.D.Cの女子メンバー。
古田 太
声 - 池田千草
F.D.Cの男子メンバー。
大都 紫隼太
声 - 瀧本富士子
K.T.C（科学特捜クラブ）のキャプテン。科学で不思議現象を解明することをモットーとしており、F.D.Cと争っていた。過去に可愛がっていた捨て猫が病気になり、治るように願っても叶わず亡くなったことが理由で奇跡なんて存在しないと思うようになる。
嵐 大助
声 - おやまだひろこ
K.T.Cの男子メンバー。
村松 敏夫
声 - 大浦冬華
K.T.Cの男子メンバー。
渡 あめ蔵
声 - 梅津秀行
お祭りの時、綿菓子屋をしていた。妖精たちに店をむちゃくちゃにされた。
沖田 時夫
声 - 河本邦弘
久米田邦夫の知り合い。パリコレのモデルを探しに楓の学校に来ていた。
イヤーン
声 - 谷口祐貴
松竹の水泳のコーチ。口癖は「イヤーン」。
夏 夕介
声 - 太田哲治
安倍川 磯兵江
声 - 樫井笙人

## 劇中劇に登場するキャラ

### 青春高校ラグビー部
熱血青春ドラマ。ミルモがハマっている。
アフロ先生
声 - 鈴木千尋
このドラマに登場する学校の先生。とても熱血。

### 超能力少年サトル
超能力少年少女が戦うアニメ。ミルモがハマっている。途中から「超能力カップル サトル&ミチル」にタイトルが変わった。
サトル
声 - くまいもとこ→比嘉久美子
このアニメの主人公。
ミチル
声 - ひと美
「超能力カップル サトル&ミチル」から登場するヒロイン。
エメラルド将軍
声 - 樫井笙人
「超能力少年サトル」「超能力カップル サトル&ミチル」に登場する悪役。

### Pマン
ミルモの劇中で放送されている特撮ヒーロー番組。この作品によって、結木がピーマン嫌いを克服する（アニメのみ）。
Pマン
声 - 保志総一朗
この作品の主人公。
赤Pマン
声 - 太田哲治
脇役。Pマンとは兄弟になる。
ワルダコキングス
声 - 下山吉光
この作品の悪者。すごく弱く、魔法で映画の世界に入り込んで出会ったタコスを生き別れた兄さんだと思い込む。
パプリカちゃん
声 - 神田理江
この作品におけるヒロイン。
シシトウ師匠
声 - 園部啓一
Pマンたちの師匠。Pマン達がピンチになると助けに来てくれる。

### バケツ男
ホラー映画のようなもの。
バケツ男
声 - 古谷貴史→伊藤健太郎
アニメオリジナルキャラクター。バケツを被った幽霊、または怪人。

### 隅田川 散歩シリーズ
浅賀が出している小説シリーズ。
隅田川 散歩
声 - 梅津秀行
浅賀の小説に出てくる主人公。名前は江戸川乱歩から。

## その他のアニメオリジナルキャラクター
じかんどり
声 - 古谷貴史
時の宝玉という、卵を産む鳥。
ギャア
声 - 菊池いづみ
時々出てくる謎の鳥。
カラスルメ
声 - 下山吉光
いつも泣いている謎のイカ。
ナンダカワカンナイノ
一見するとスライムだが、名前の通りなんだかよく分からない生物。ガイア族の喧嘩やミモモショップのアイテムによって、大量発生したことも。妖精とは違い、普通の人でも姿を見ることができる。
マリン
声 - 夏樹リオ
クリスタルランドが二つに分かれて対立していた時の海の国「ウナバランド」の王女。『わんだほう』最終回ではフォーレとラブラブになっていた。
フォーレ
声 - 阪口大助
クリスタルランドが二つに分かれて対立していた時の陸の国「シンリーン」の王子。『わんだほう』最終回ではマリンとラブラブになっていた。
クリ
声 - 納谷六朗
七つのクリスタルに宿るクリスタルの精。見た目は栗そのもの。クリが口癖。
ガラガラ大王
声 - 下山吉光
妖精界にいる大きな蛇、唾をかけられると一日中うがいしか出来なくなる。なお、タコスはロボットであったため、うがいが効くことはなかった。
ウサギ
声 - 下山吉光、仁科洋平、西本理一
クリスタルランドのウサギ型ロボット。見た目は可愛いウサギだが、本性は凶悪。勝利のためなら、犠牲を惜しまないほど戦闘主義。最終兵器である製造のため、敵味方関係なく壊れたロボットから抜いた。ピンク、黄色、緑が主格で、他は青。可愛い見た目とは裏腹に、低い男性の声である。
リス
声 - 松島みのり
クリスタルランドのリス型ロボット。見た目は可愛いリスだが、ウサギと同様本性は凶悪。頭脳面に優れており、言葉巧みにミルモたちにタコスが実は悪人だったと吹き込んでクリスタルを奪おうとしたり、最終兵器を数時間かけて開発させた。
ボスラ
声 - 太田哲治
楓の町にいる野良猫。見るからに恐い。ミルモ達妖精の姿を認知でき、ミルモを襲ったり、ワルモ団の基地を破壊する等、妖精達にとっては天敵の存在。ヤシチのお菓子を横取りする。
メラク・ミザル
声 - 石原絵理子・こおろぎさとみ
大熊座第7星系の宇宙人。ただし、結木の夢に登場したキャラなので、実際に存在するかは不明。
リゲル
声 - 西村ちなみ
オリオン座第六星系銀河パトロール隊員。デネブのパートナー。
デネブ
声 - 神代知衣
オリオン座第六星系銀河パトロール隊員。リゲルのパートナー。
ダミヤ
声 - 下山吉光
妖精界のオドロ沼にすむモンスター。妖精を死神に変えてしまう。デッスーはダミヤに生気を吸われた事で、一時的に死神になってしまった（現在はクリスタルの力で、元の妖精の姿に戻っている）。

## 原作のみ登場のキャラクター

### 原作のみ登場の妖精
長老
ミルモの里の長老。
アルモ
里を最初に作った王。今は裏の世界に住んでいる。とても優しい性格。
師匠
ヤシチ、ハンゾー、サスケの師匠。人相が少々悪い大人の妖精忍者。ダアクの手先。ダアク消滅後は登場しなくなり、ダアクとの関係がどうなったのかは不明。

### 原作のみ登場の人物
真田 良（さなだ りょう）
ムーンのパートナー。男子のような名前と格好をしているが実は女の子で、男子の服装なのは本人曰く「性に合うから」。一人称は「オレ」で、制服は性に合う為男子の物を着ている。年齢は楓達より1歳年下。
食事も戦場のようだったため、肉まんを譲ってくれたことがきっかけで結木のことを好きになり、アタックを続ける。最終的に結木に振られて楓と結木がよりを戻したことをムーンから教えられる。
幼くして母親と死別。体育教師の父と兄2人の4人暮らし。
原作では9巻で楓と結木が両思いになった後、2人は良が原因で別れ、最終巻でよりを戻して完結するストーリーだったが、アニメでは『ちゃあみんぐ』で楓と結木が両思いになって、完結するストーリーに変更された。良は原作での登場が遅く、彼女が登場した時点で、アニメ版『ちゃあみんぐ』ではパピィと住田、パンタとはるかがメインキャラに追加される事が決まっていた為、ムーンと良のポジション（6組目のメインキャラのパートナー）はアニメではパンタとはるかに変更された。良はアニメ版には登場しない。
星野 銀河（ほしの ぎんが）
楓たちのクラスに転校してきた美形の男子。6歳で両親を事故で亡くし、一人暮らしである。
魔力を持つ数少ない人間のひとり。パートナーがいなくても妖精を見ることができ、魔法も少しなら使える。
両親を亡くしてダアクに出会ってからダアクを心のよりどころにしているが、ダアクから与えられた任務にことごとく失敗してしまい、ついに見放されてしまう。
ミルモがダアクを倒した後は、ダアクの生い立ちを知り、ぬいぐるみに閉じ込められたダアクのパートナーとなる。
原作とアニメではダアクの設定が大きく異なり、アニメでは「ダアクに操られている人間」のポジションは沙織に変更されている為、銀河はアニメ版には登場しない。

## ゲームのみ登場のキャラクター
ポーロ
植木屋の妖精。心優しく植物の知識が豊富。「黄金マラカスの伝説」から登場で、アニメでもワンシーンで登場している。
ドリム
夢の妖精。空から落ちて記憶喪失になる。夢のカケラを集めて妖精たちの夢を叶える力がある。
正体は妖精たちの夢や希望の力で妖精の姿になった夢の結晶。「夢のカケラ」に登場。
シャドル
欲望の妖精。悪の妖精で一度はガイア族に封印されたがワルモ団を操って復活した。
変身魔法を得意としているが演技力に問題がある。
正体は妖精たちの欲望の力で妖精の姿になった夢の結晶。「夢のカケラ」に登場。